# Kyōto (thành phố)
Thành phố Kyoto (京都市 (Kinh Đô thị) Kyōto-shi,  tiếng Nhật: [kʲoːtoꜜɕi] ⓘ), là thành phố thủ phủ của phủ Kyōto, Nhật Bản. Thành phố có dân số gần 1,47 triệu người vào năm 2018 và là một phần chính của vùng đô thị Kansai.
Năm 794, Kyoto (lúc đó được gọi là Heian-kyō) được chọn làm kinh đô mới của triều đình Nhật Bản. Các Thiên hoàng Nhật Bản cai trị ở Kyoto trong 11 thế kỷ cho đến năm 1869 khi triều đình chuyển đến Tokyo. Thành phố bị tàn phá trong Chiến tranh Ōnin vào thế kỷ 15 và bước vào thời kỳ suy tàn kéo dài, nhưng dần dần hồi sinh dưới thời Mạc phủ Tokugawa (1600-1868) và phát triển mạnh mẽ để trở thành một thành phố lớn ở Nhật Bản. Thành phố hiện đại của Kyoto được thành lập vào năm 1889. Thành phố đã tránh khỏi sự tàn phá quy mô lớn trong Thế chiến II và kết quả là di sản văn hóa trước chiến tranh của nó được bảo tồn khá nhiều.
Kyoto được coi là thủ đô văn hóa của Nhật Bản và là một điểm đến du lịch lớn. Đây là nơi có nhiều đền thờ Phật giáo, đền thờ Thần đạo, cung điện và vườn, nhiều trong số đó được UNESCO liệt kê là Di sản Thế giới. Các địa danh nổi bật bao gồm Cung điện Hoàng gia Kyoto, Kiyomizu-dera, Kinkaku-ji, Ginkaku-ji và Biệt thự Hoàng gia Katsura. Kyoto cũng là một trung tâm của cao học, với Đại học Kyoto là một trường nổi tiếng thế giới.

## Tên gọi

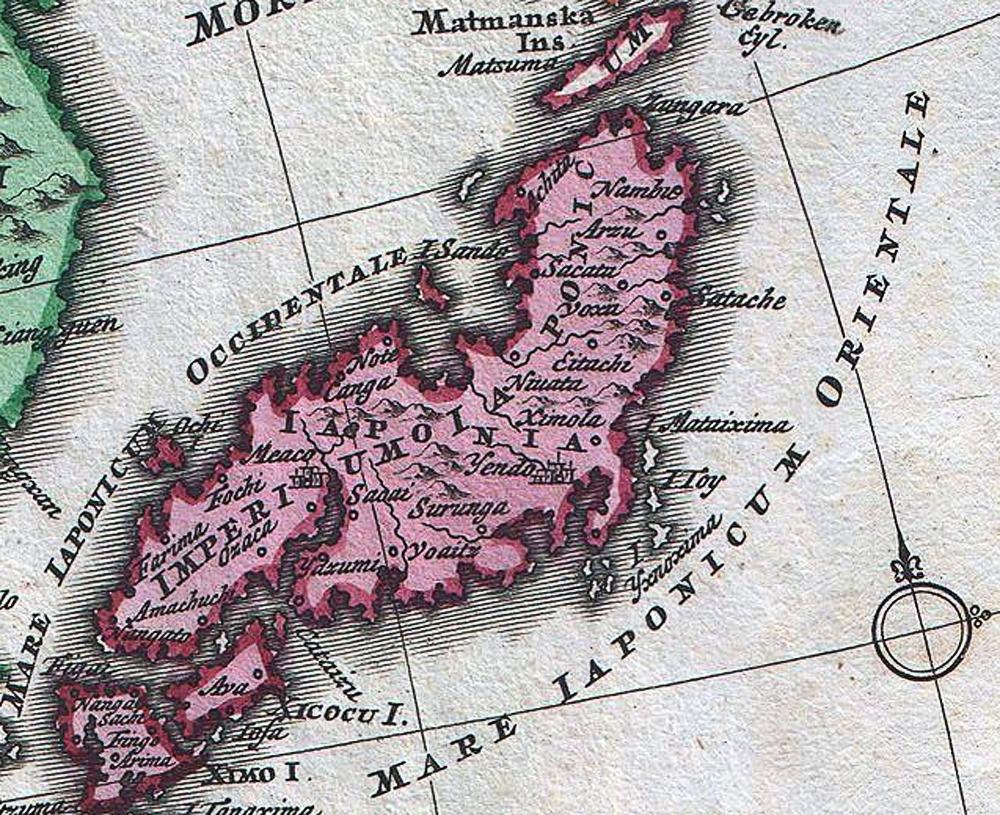
18th-century map with the Japanese capital "Meaco"

Trong tiếng Nhật, trước đây, Kyoto được gọi là Kyō (京), Miyako (都) hoặc Kyō no Miyako (京の都). Vào thế kỷ 11, thành phố được đổi tên thành "Kyōto" (京都, "kinh đô"), từ Hán trung cổ kiang-tuo (cf. Mandarin jīngdū). Sau khi thành phố Edo được đổi tên thành "Tōkyō" (東京, "Đông kinh") vào năm 1868 và kinh đô chuyển đến đó, Kyoto trong một thời gian ngắn được gọi là Saikyō (西京, "Tây kinh"). Kyoto đôi khi cũng được gọi là Thiên niên chi đô - Thủ đô nghìn năm (千年の都).
Quốc hội Nhật Bản không bao giờ chính thức thông qua bất kỳ luật chỉ định một thủ đô. Các cách viết nước ngoài cho tên thành phố bao gồm Kioto, Miaco (都 miyako, có nghĩa "đô") và Meaco, được sử dụng chủ yếu bởi người vẽ bản đồ Hà Lan. Một thuật ngữ khác thường được sử dụng để chỉ thành phố trong thời kỳ tiền hiện đại là Keishi (京師), "thủ đô".

### Tân Kyoto

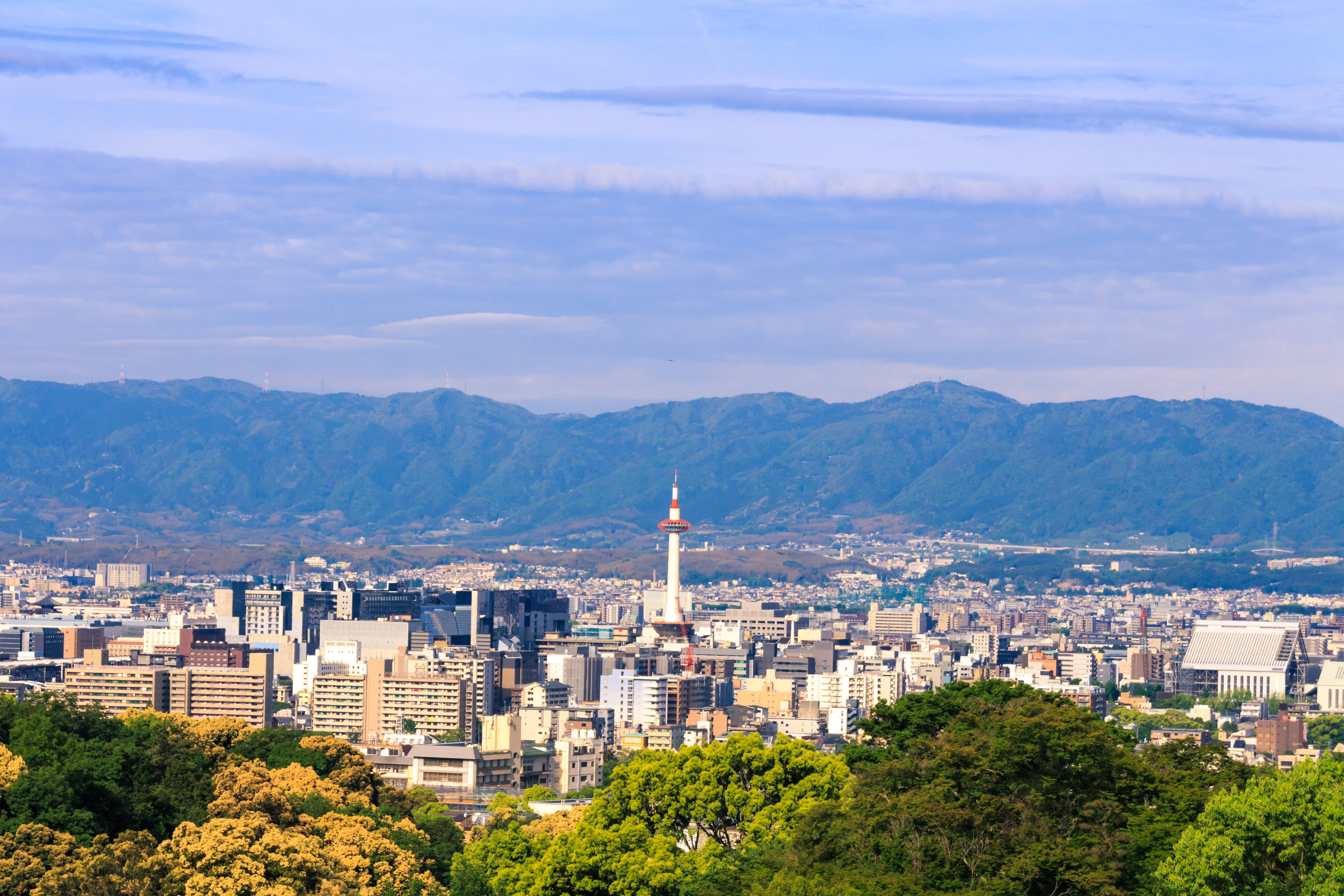
Kyoto skyline

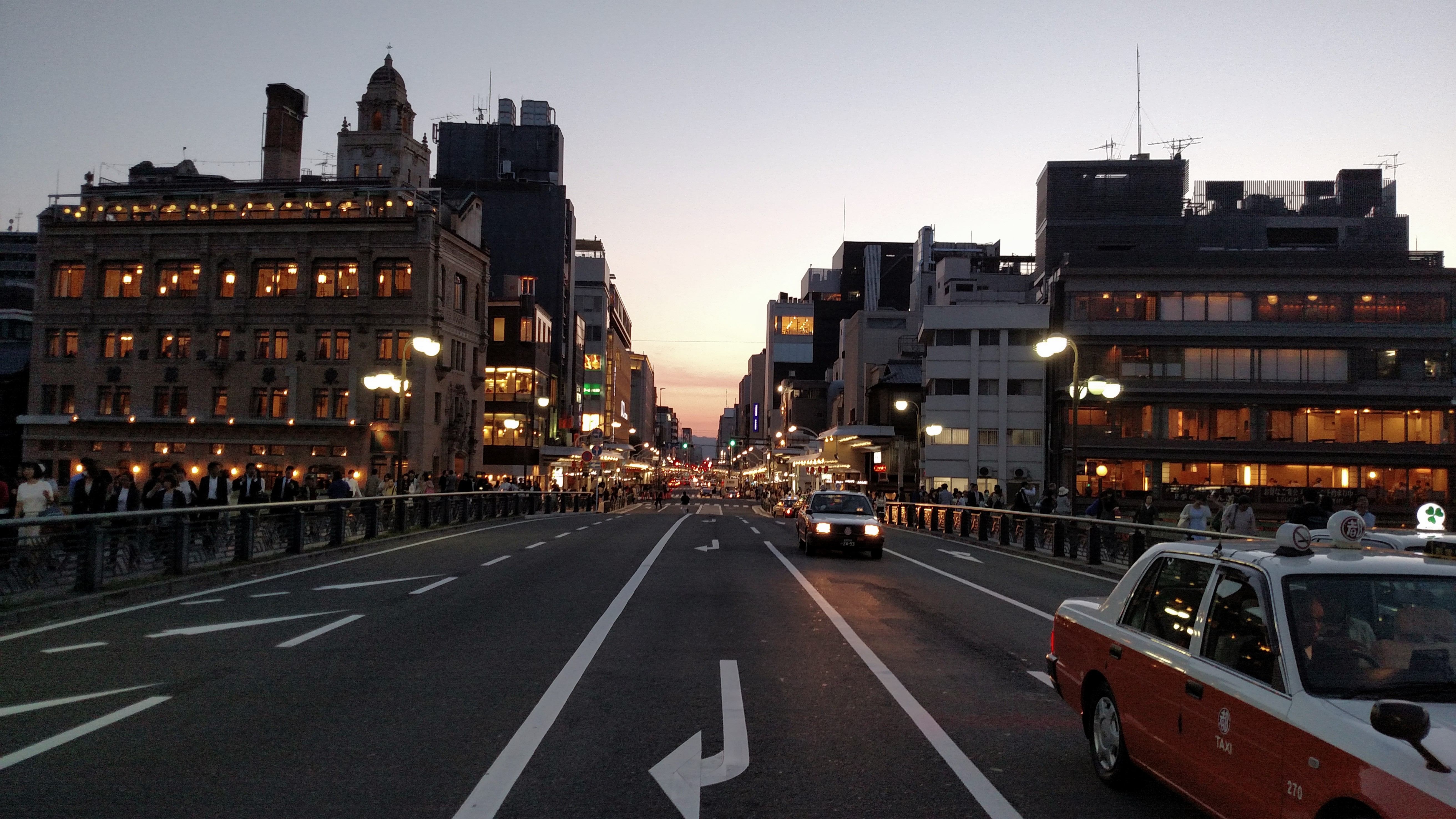
Downtown Kyoto

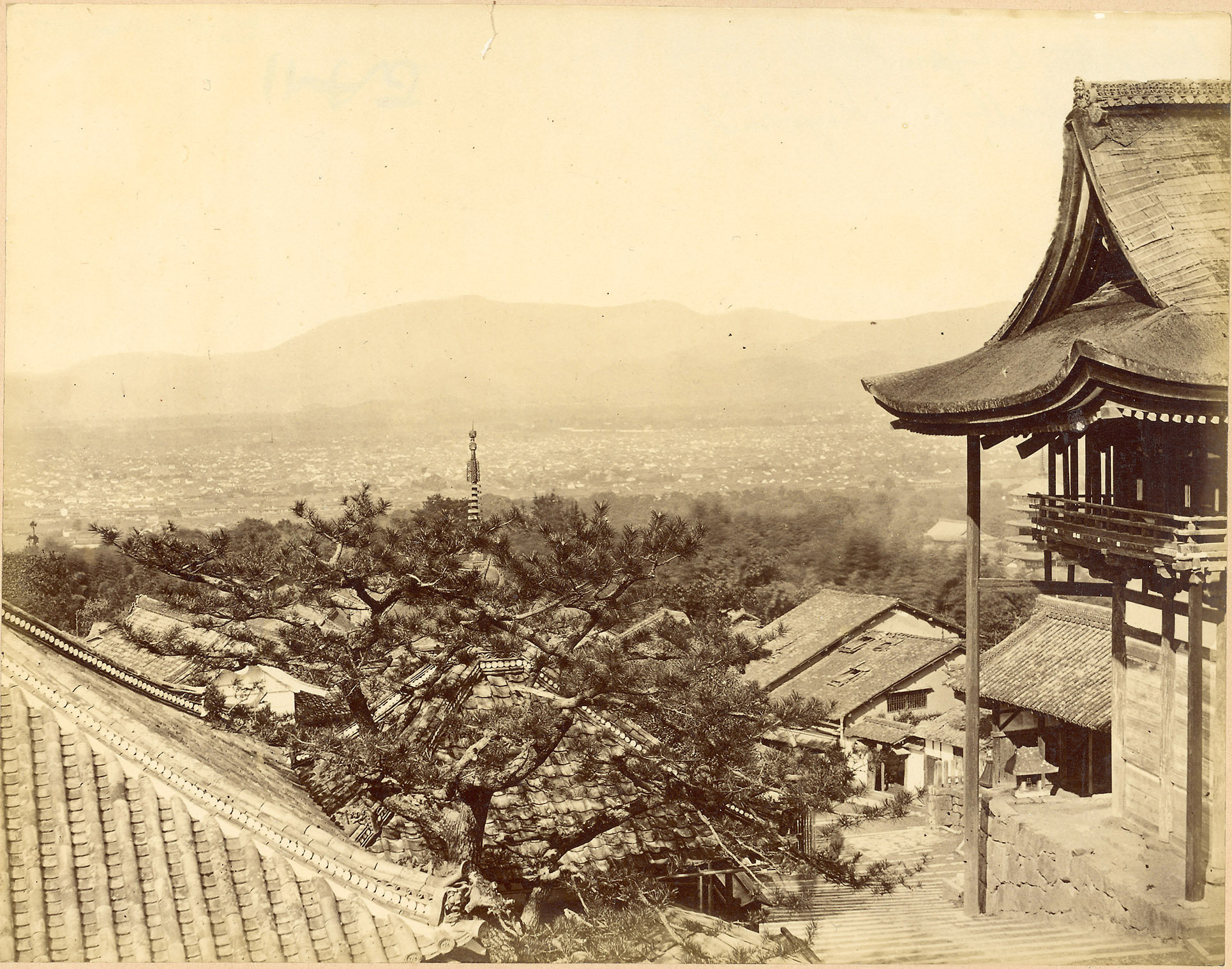
View of Kyoto from beside the Hondō (本堂) of Kiyomizudera (京都 清水寺). – 1870s

## Địa lý

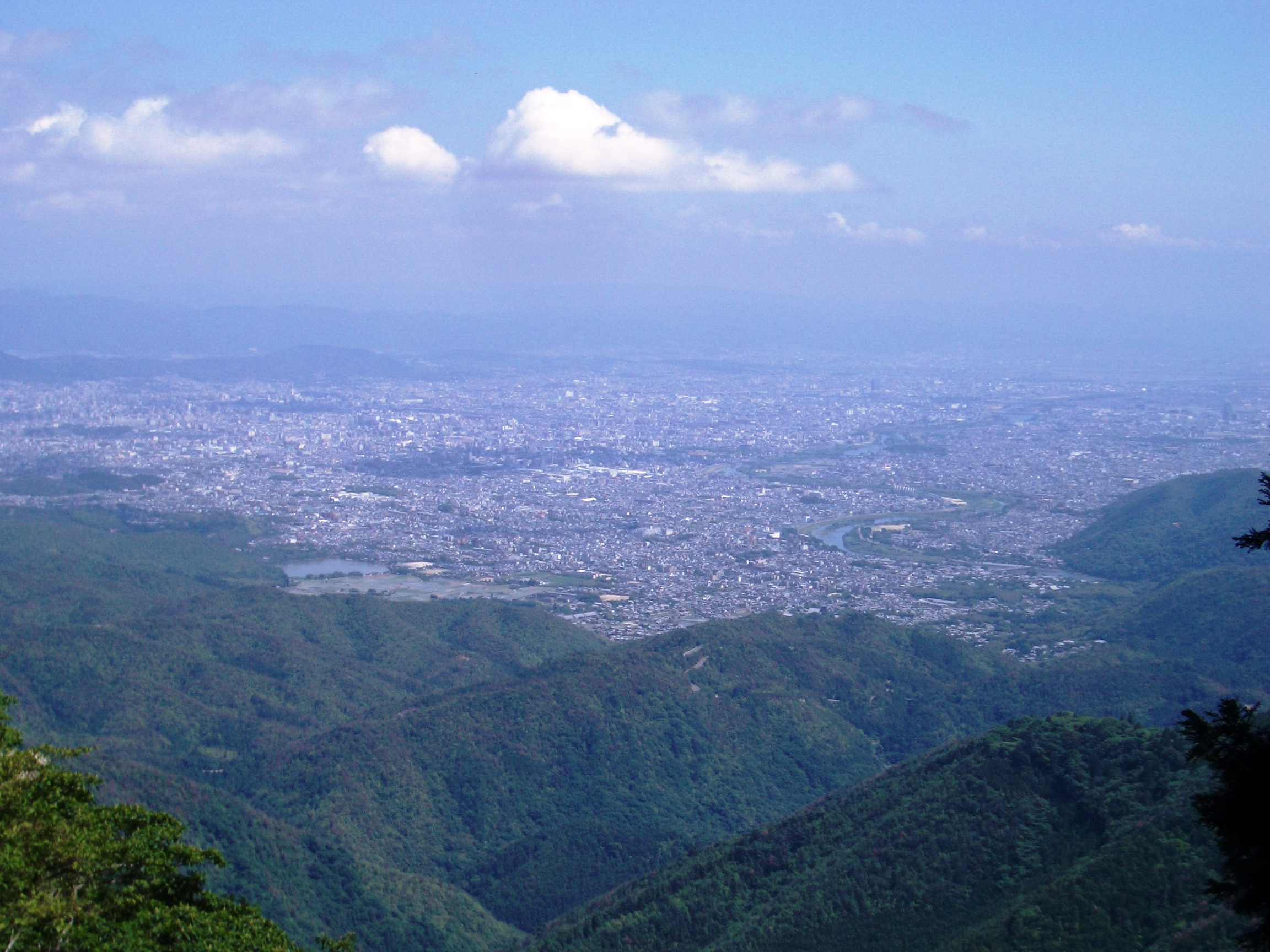
Kyoto seen from Mount Atago in the northwest corner of the city

## Khí hậu

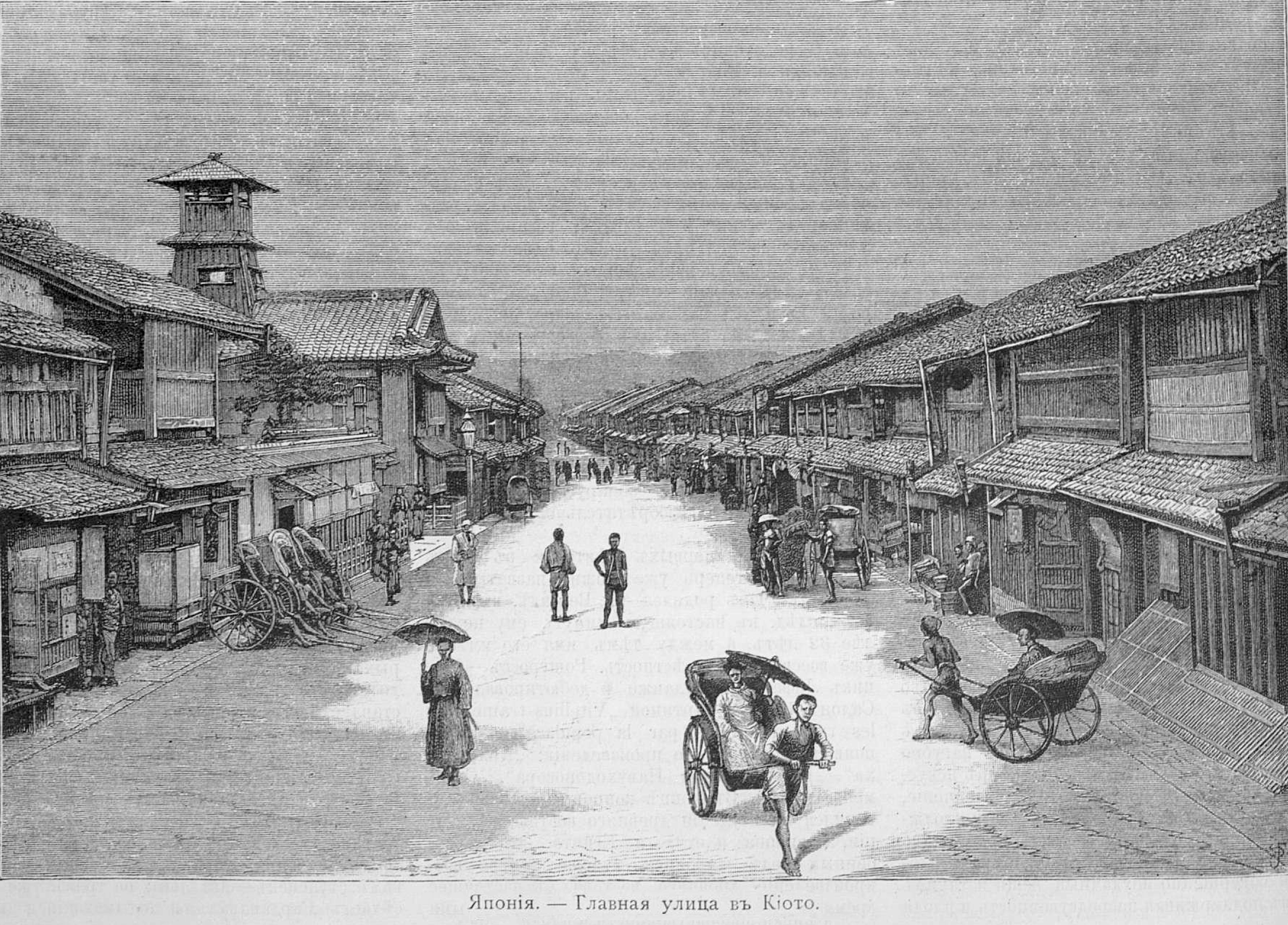
Kyōto, 1891

## Chính trị và chính phủ

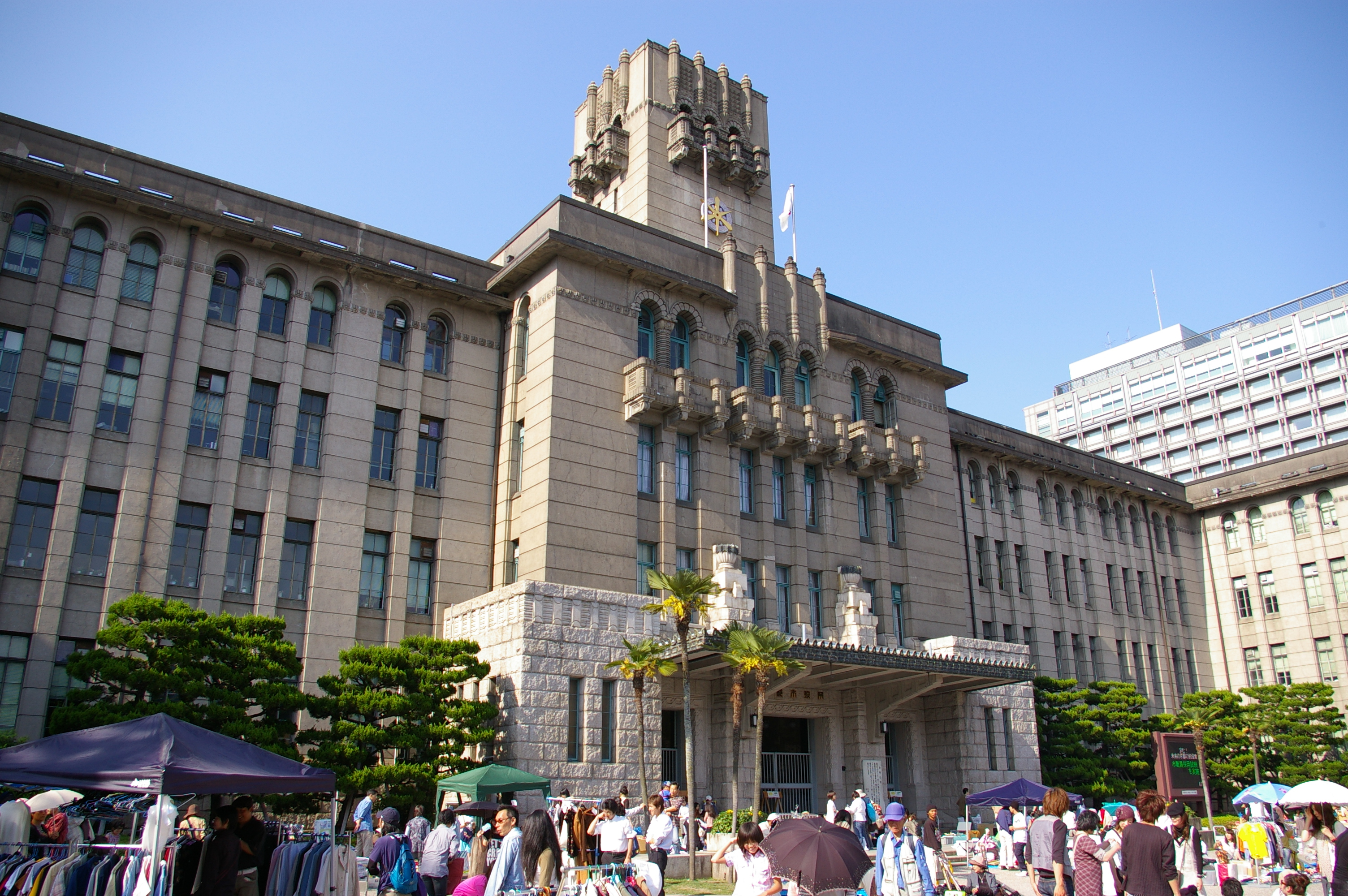
Tòa thị chính Kyoto

### Khu

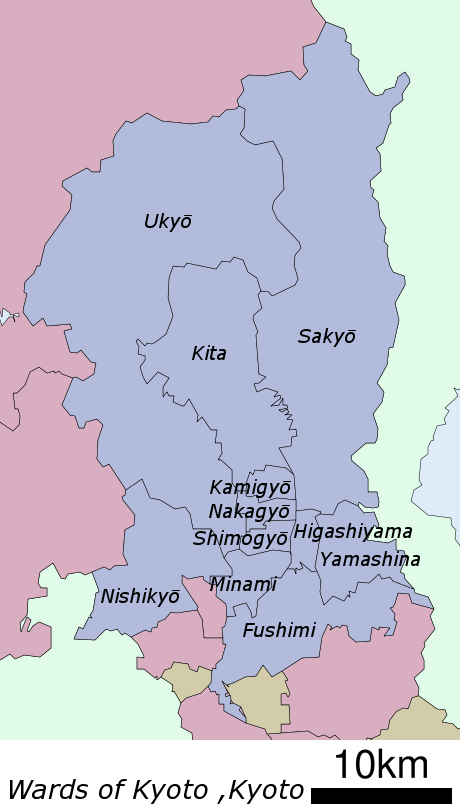
Khu hành chính ở Kyoto

## Văn hóa

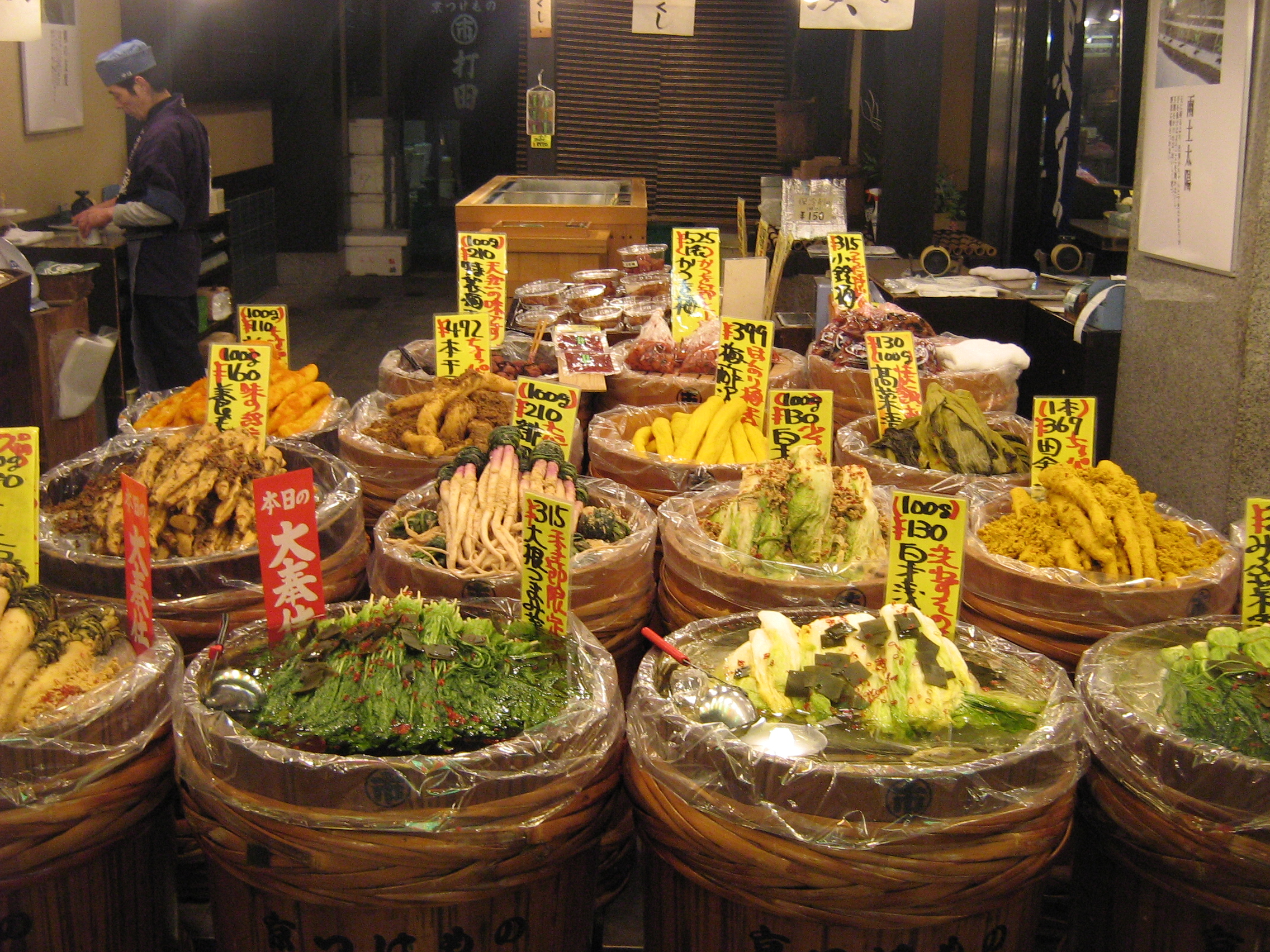
Một cửa hàng tsukemono trên đường Nishiki.

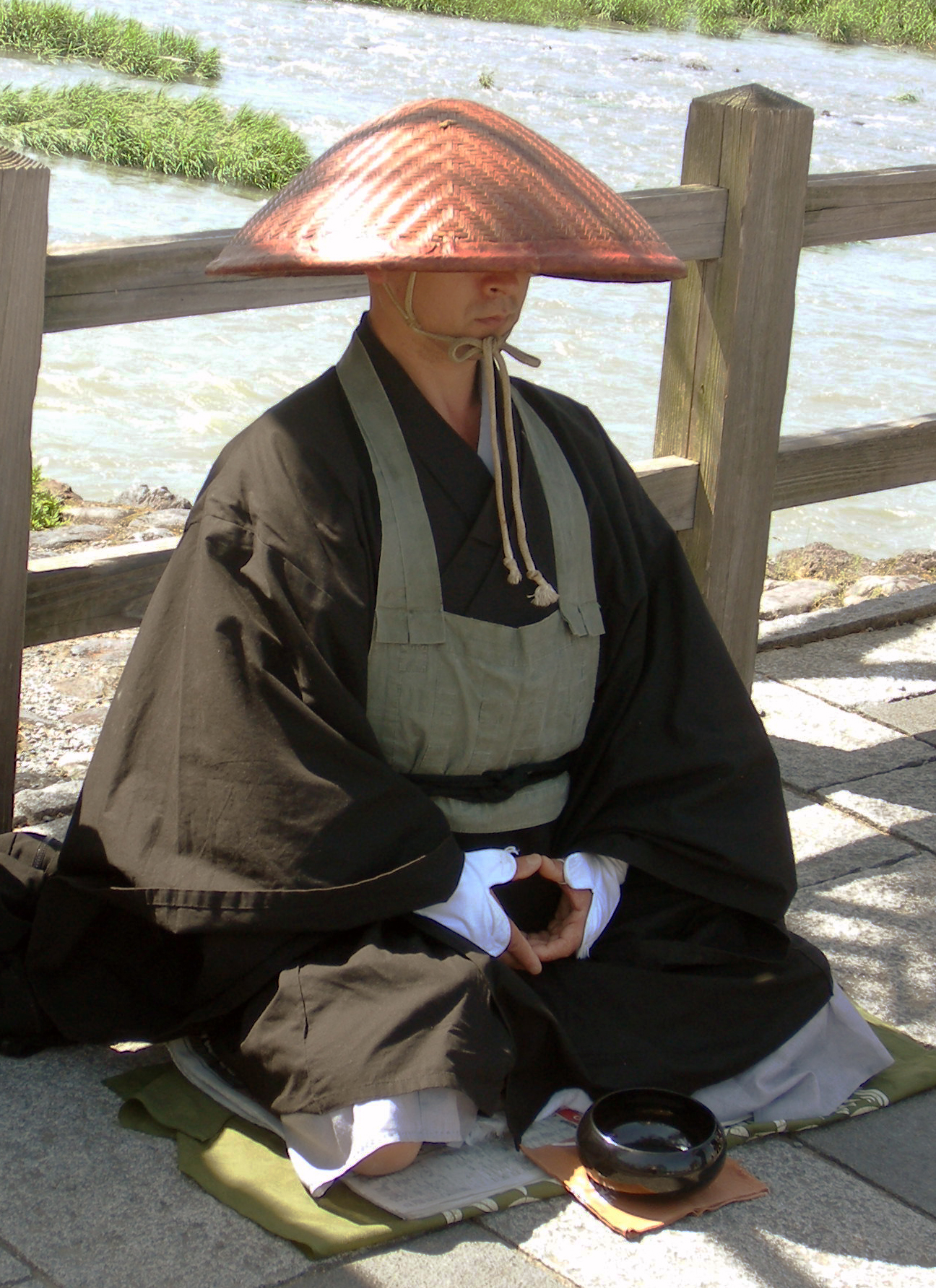
Một nhà sư xin đồ cúng dường gần sông Katsura ở Arashiyama

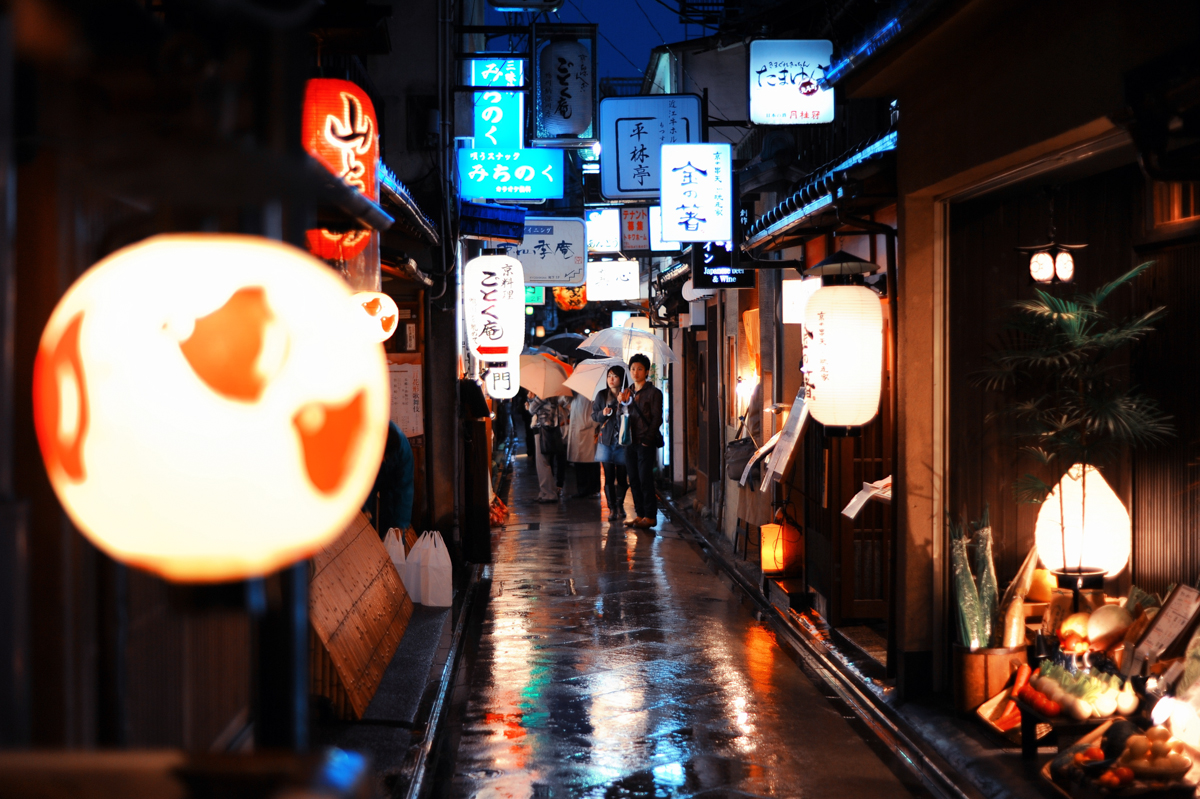
Đường Ponto-chō

## Kinh tế

Vùng đô thị Kyōto

## Giao thông

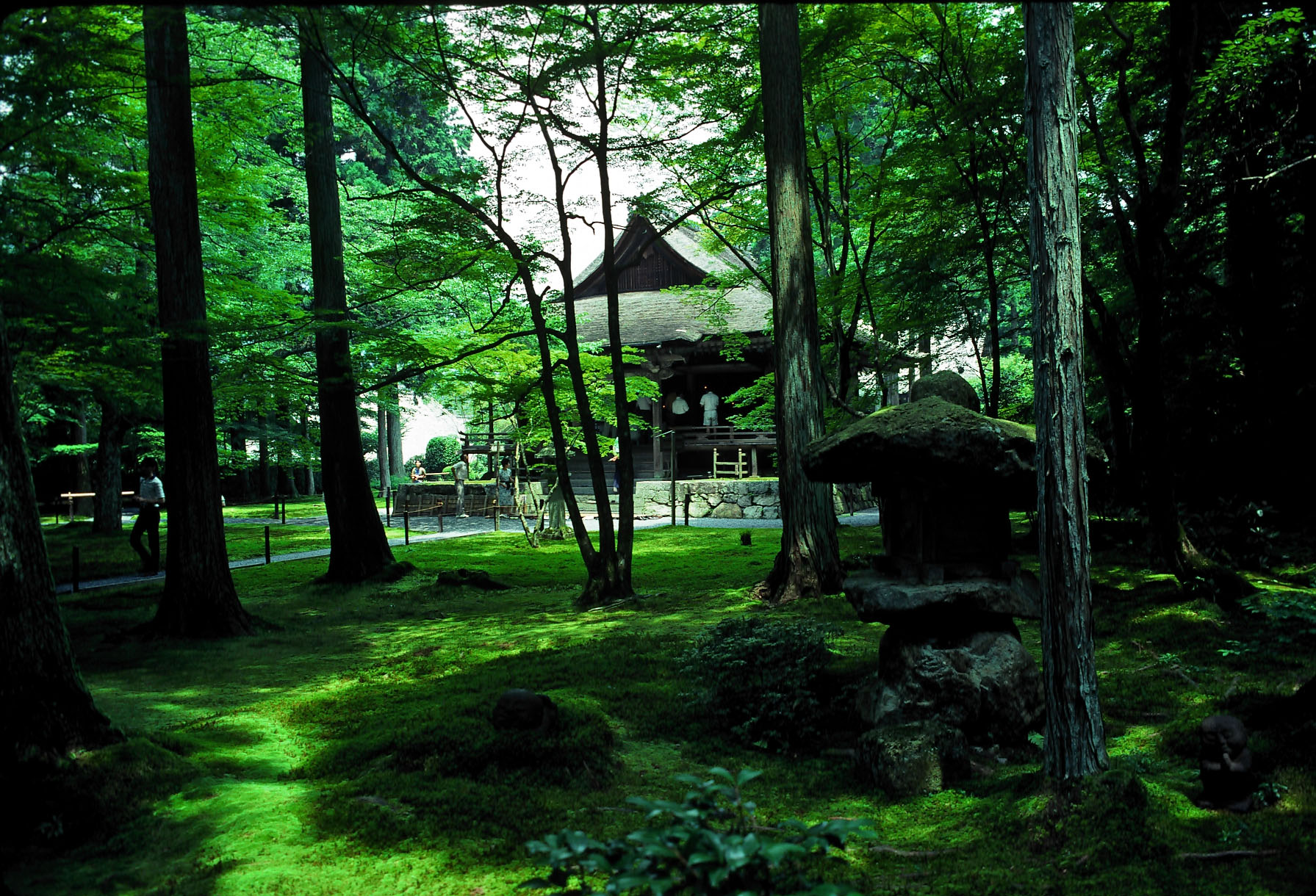
Khung cảnh bên trong Sanzen'in

## Du lịch

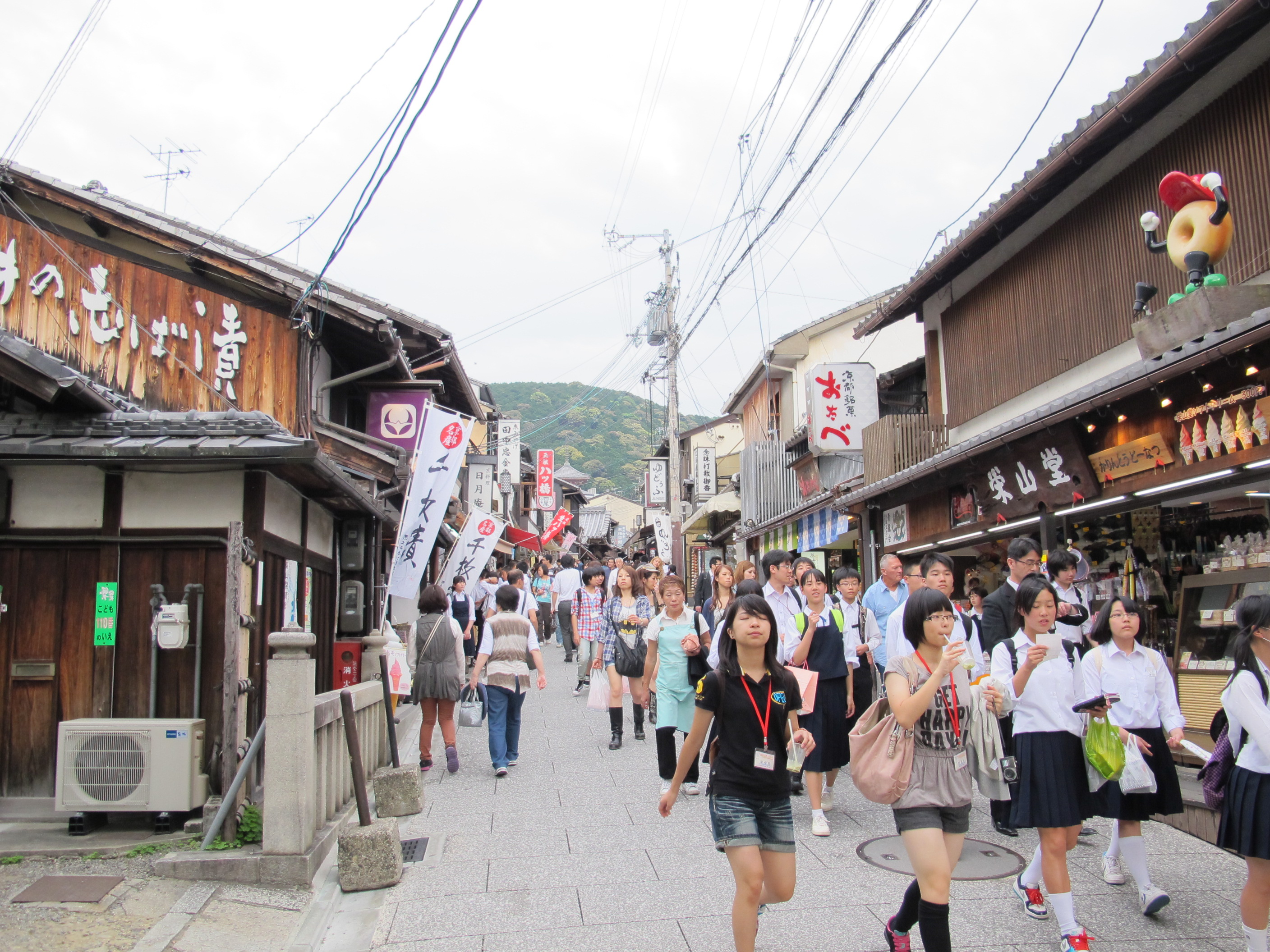
Khách du lịch trên đường phố gần Kiyomizu-dera

### Di sản thế giới UNESCO

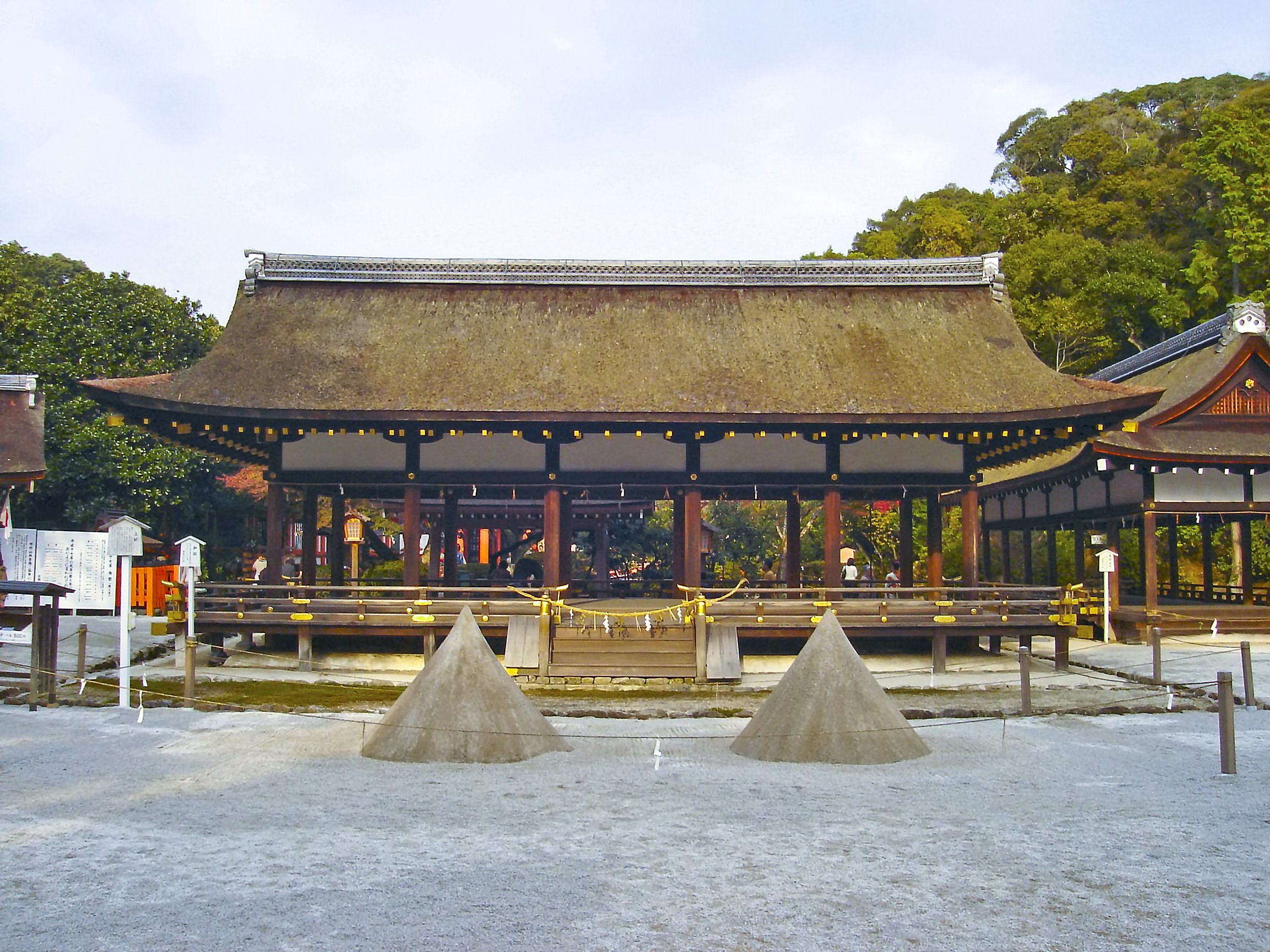
Đền Kamigamo
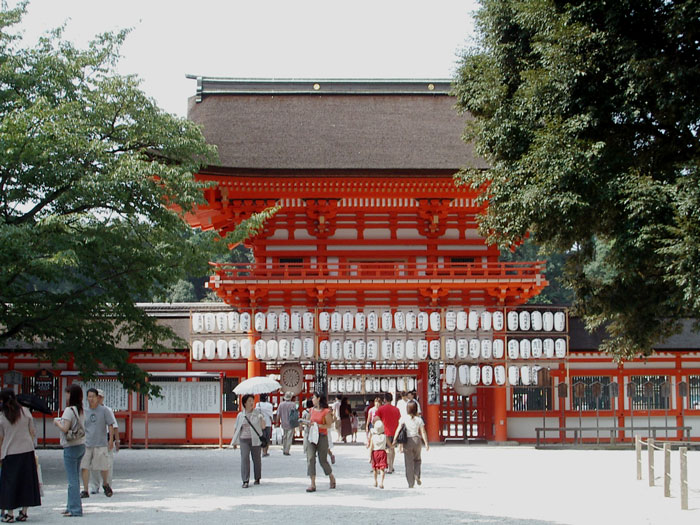
Đền Shimogamo
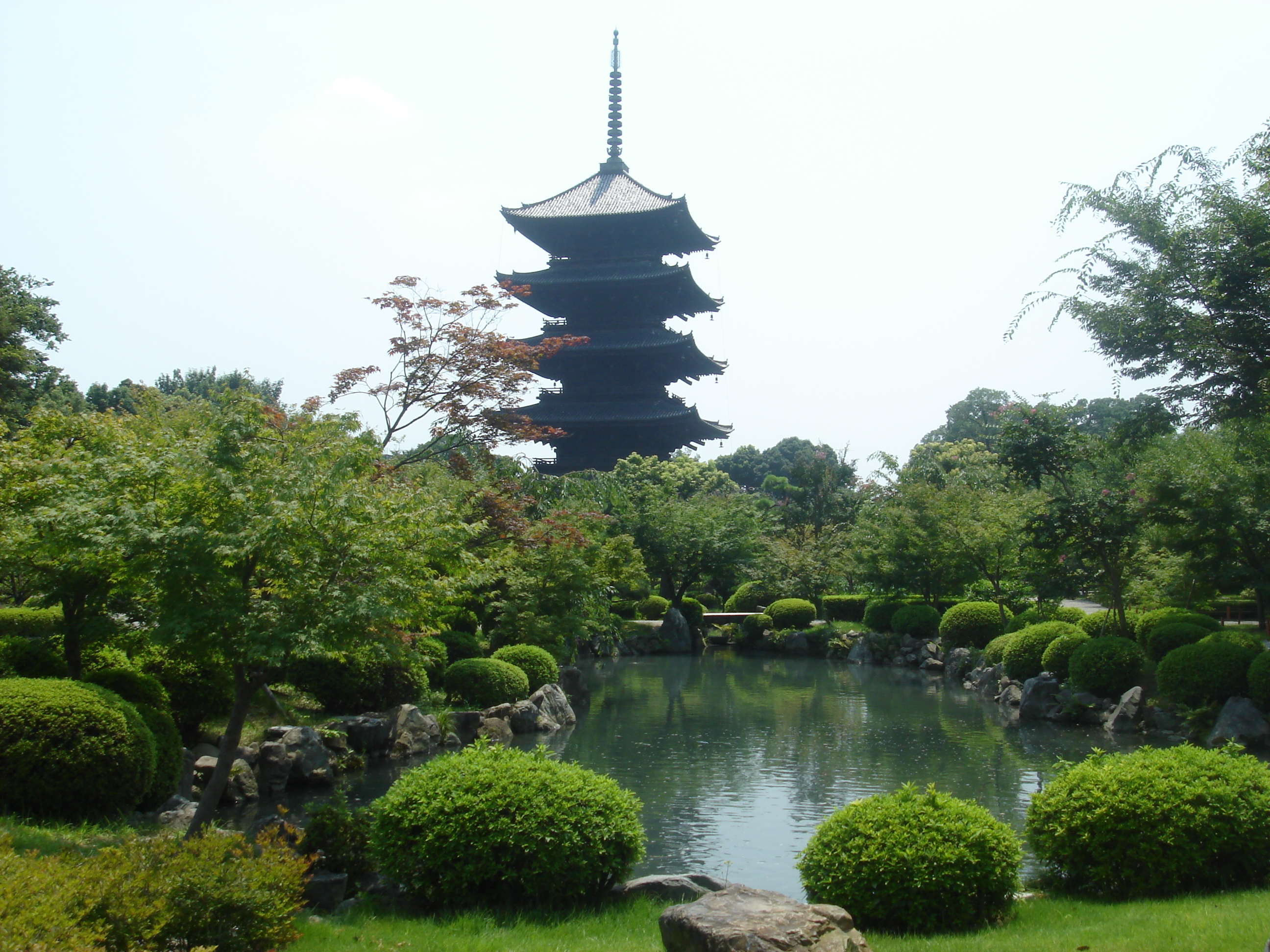
Tō-ji
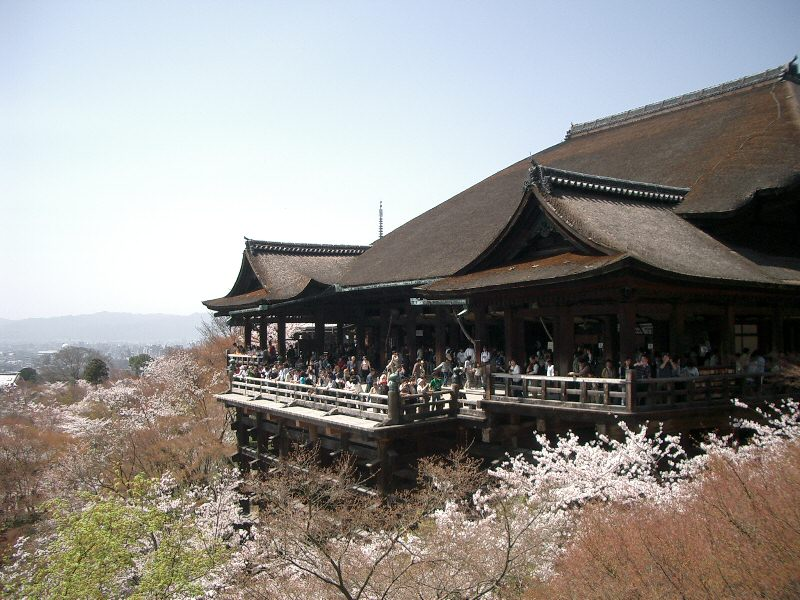
Kiyomizu-dera
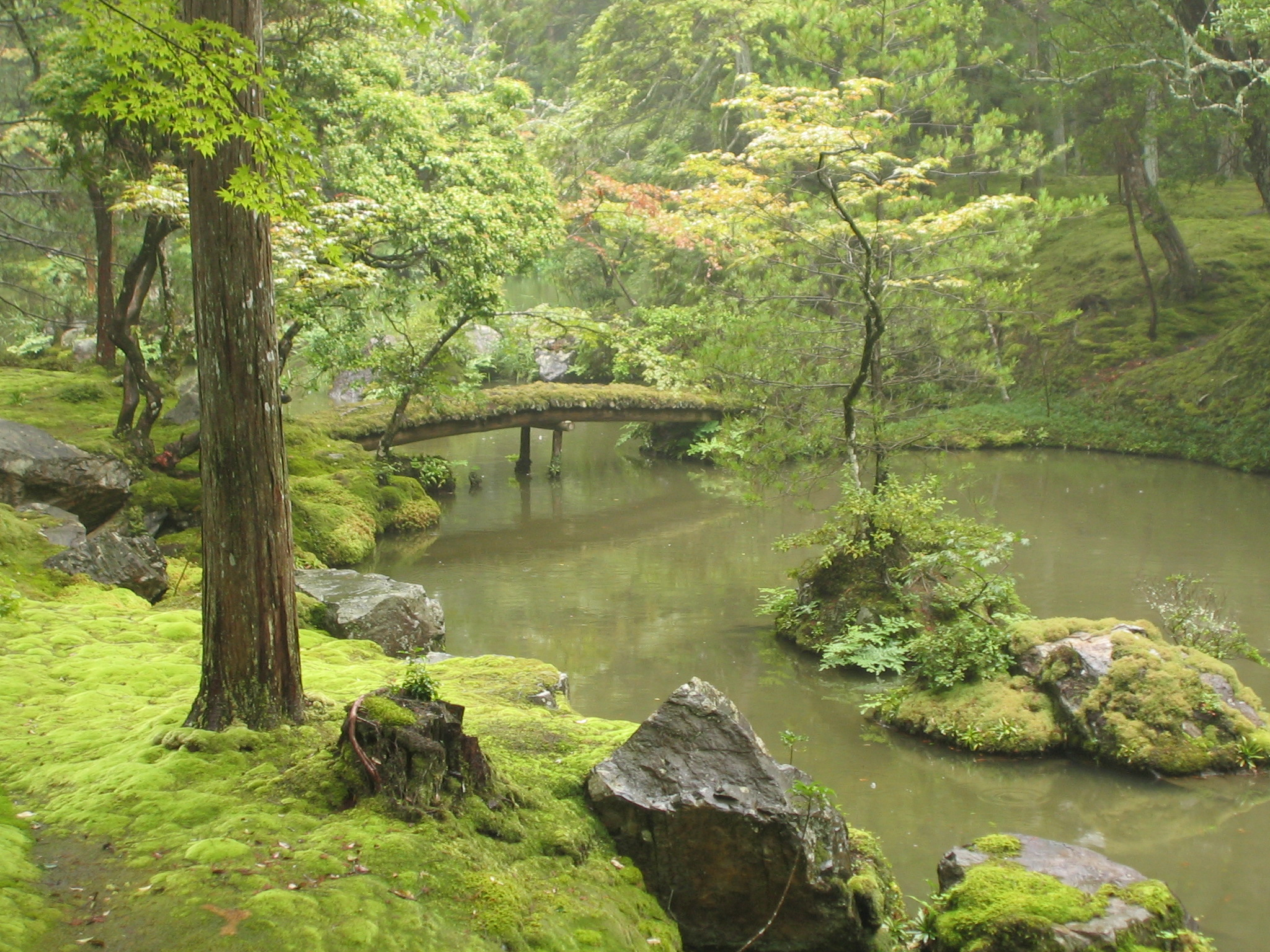
Saihō-ji
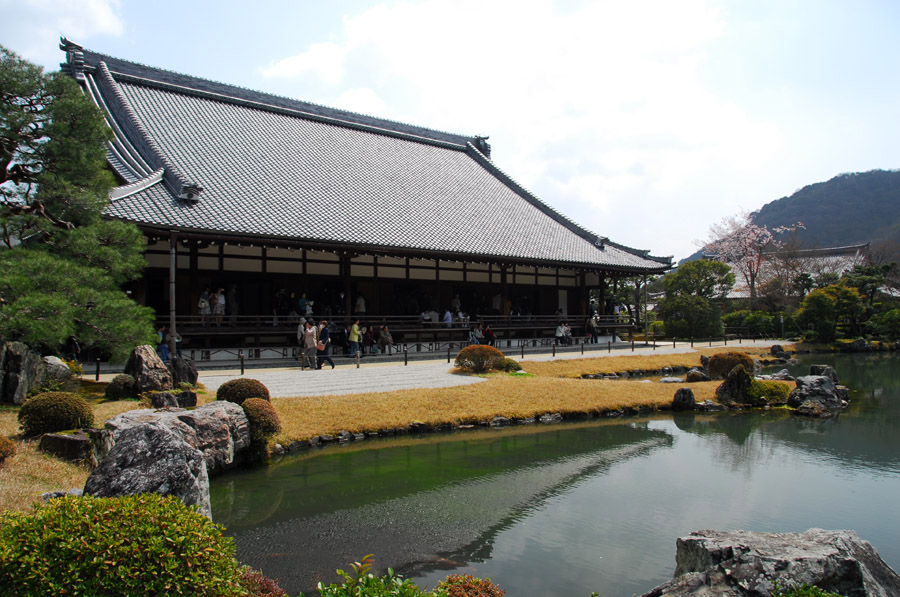
Tenryū-ji
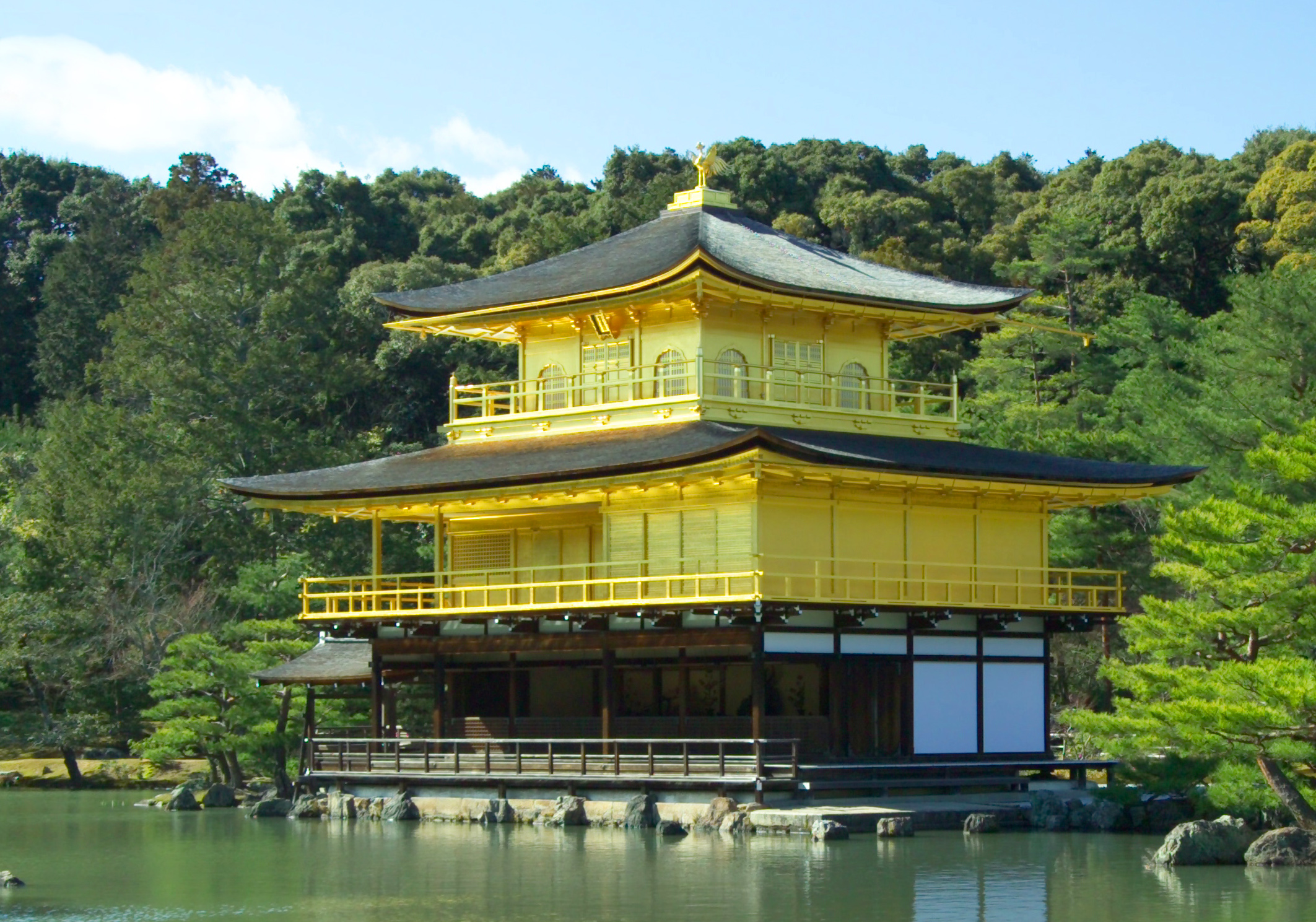
Kinkaku-ji
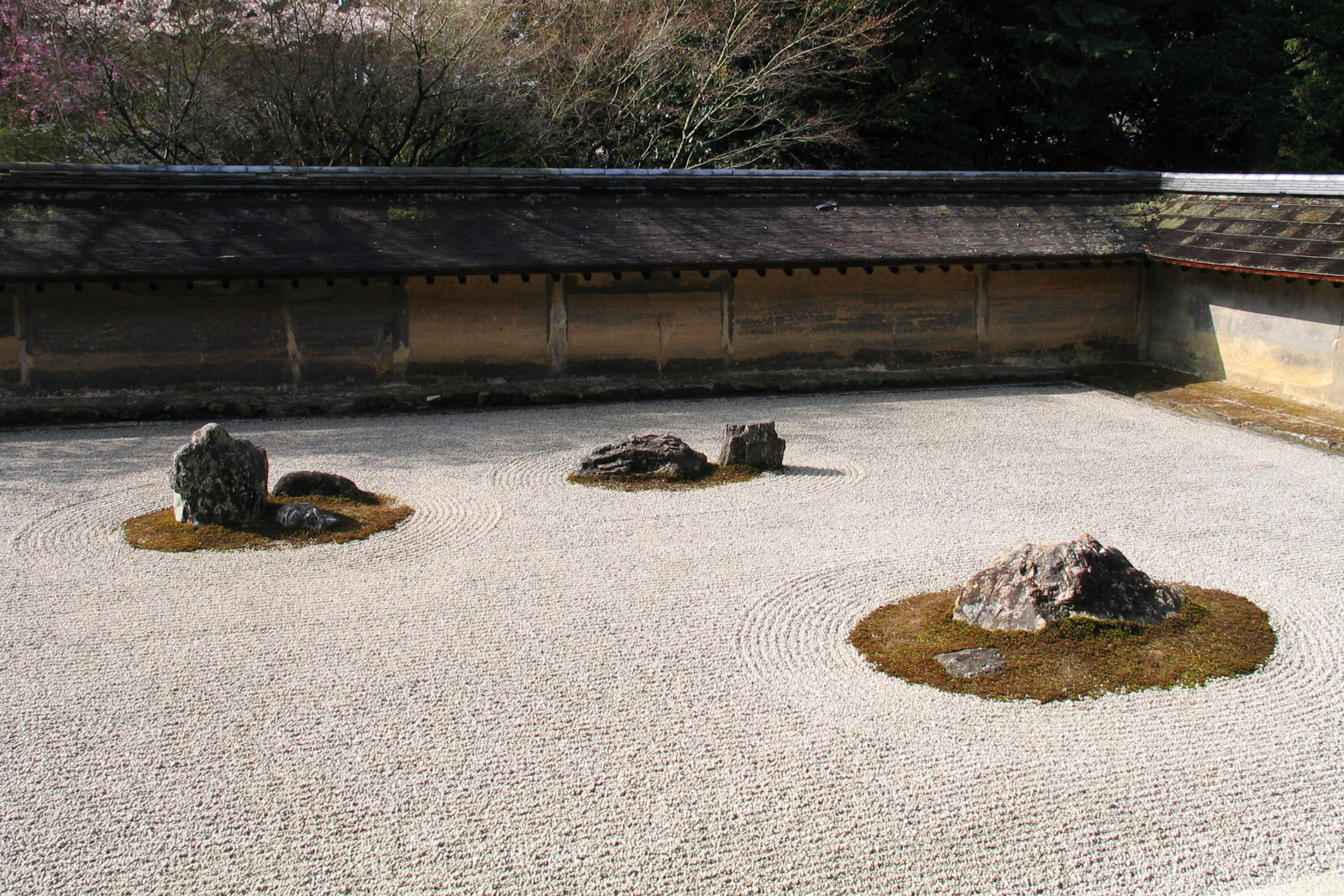
Ryōan-ji
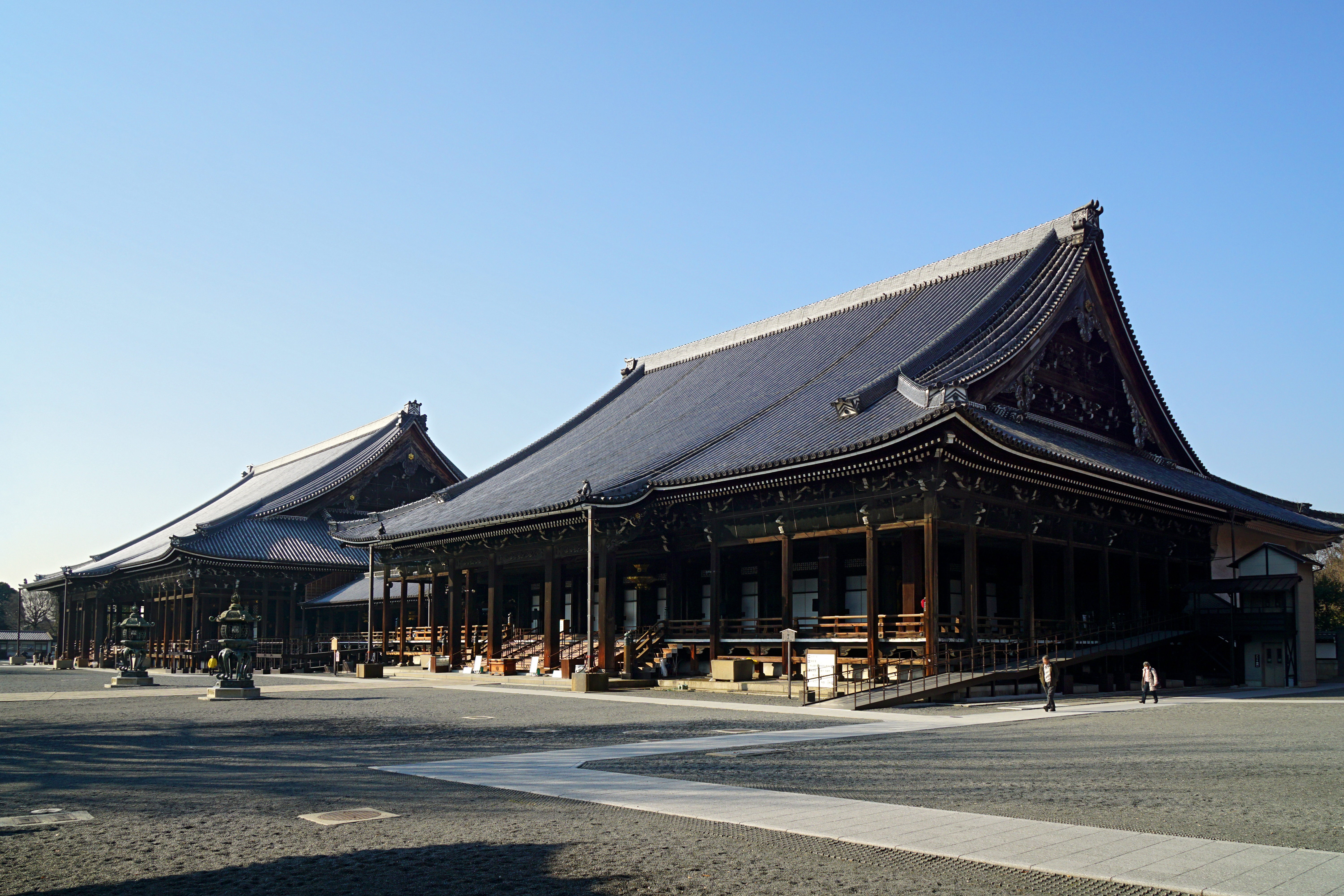
Nishi Honganji
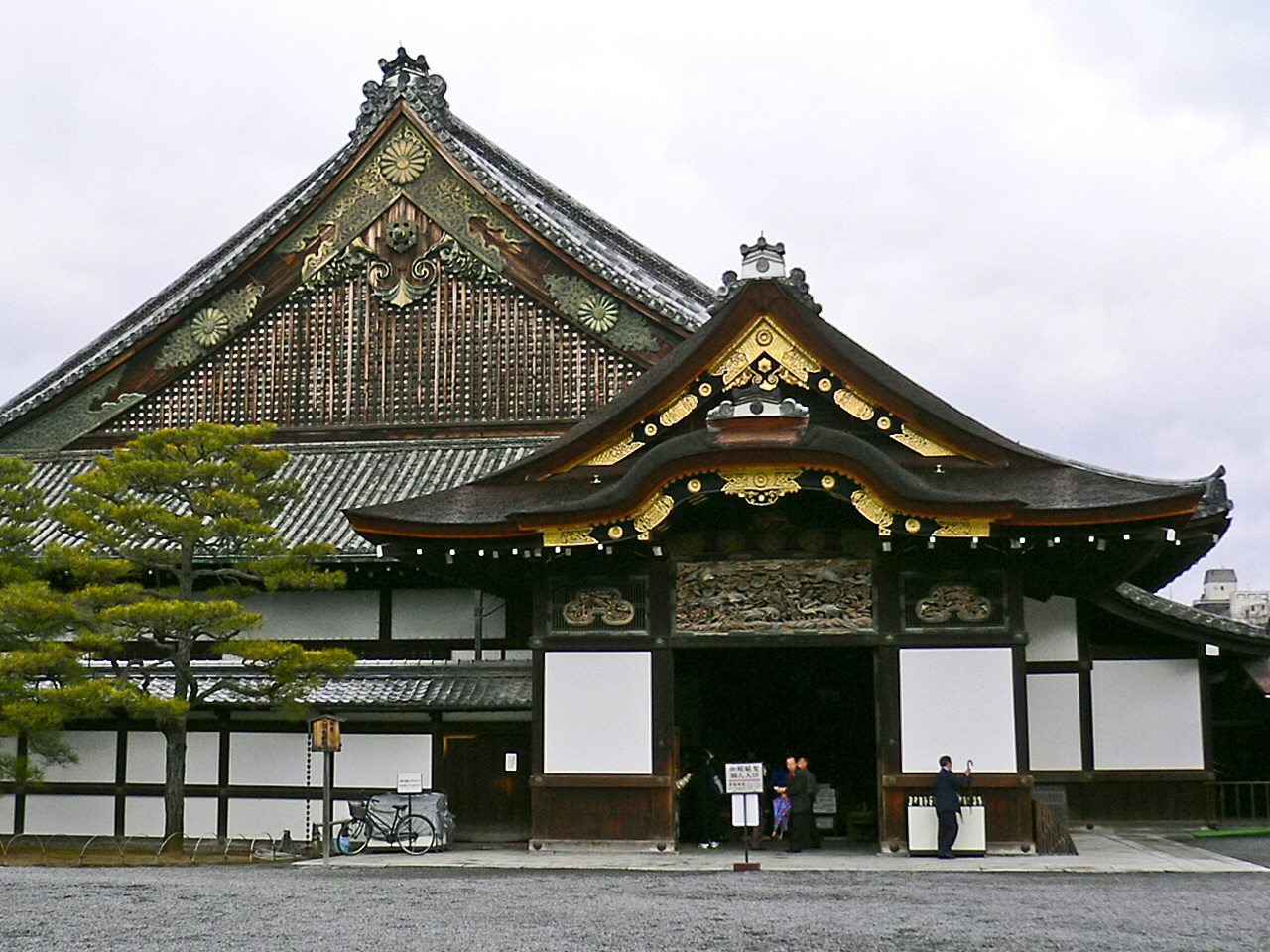
Nijō Castle
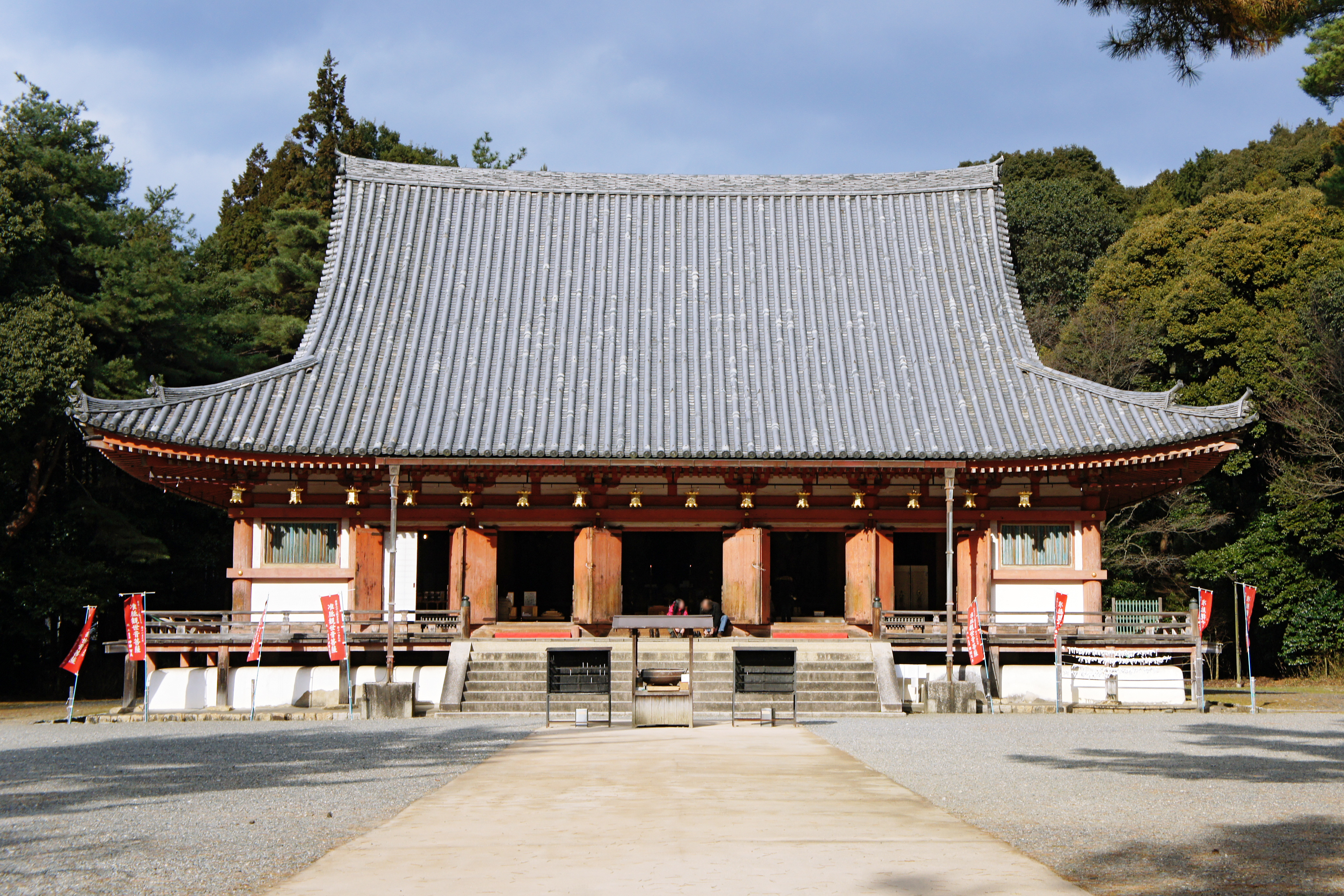
Daigo-ji
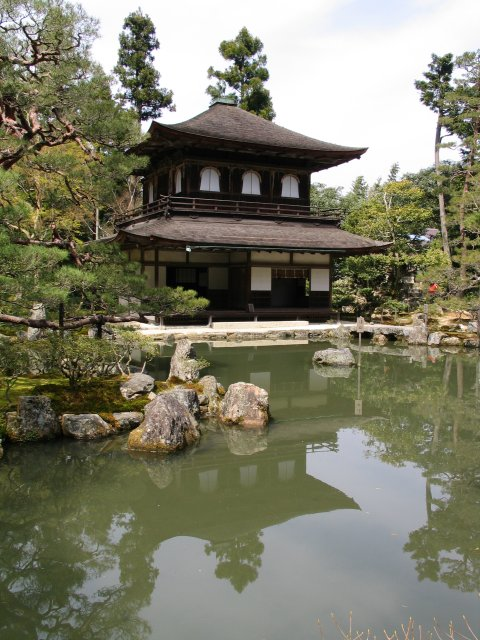
Ginkaku-ji
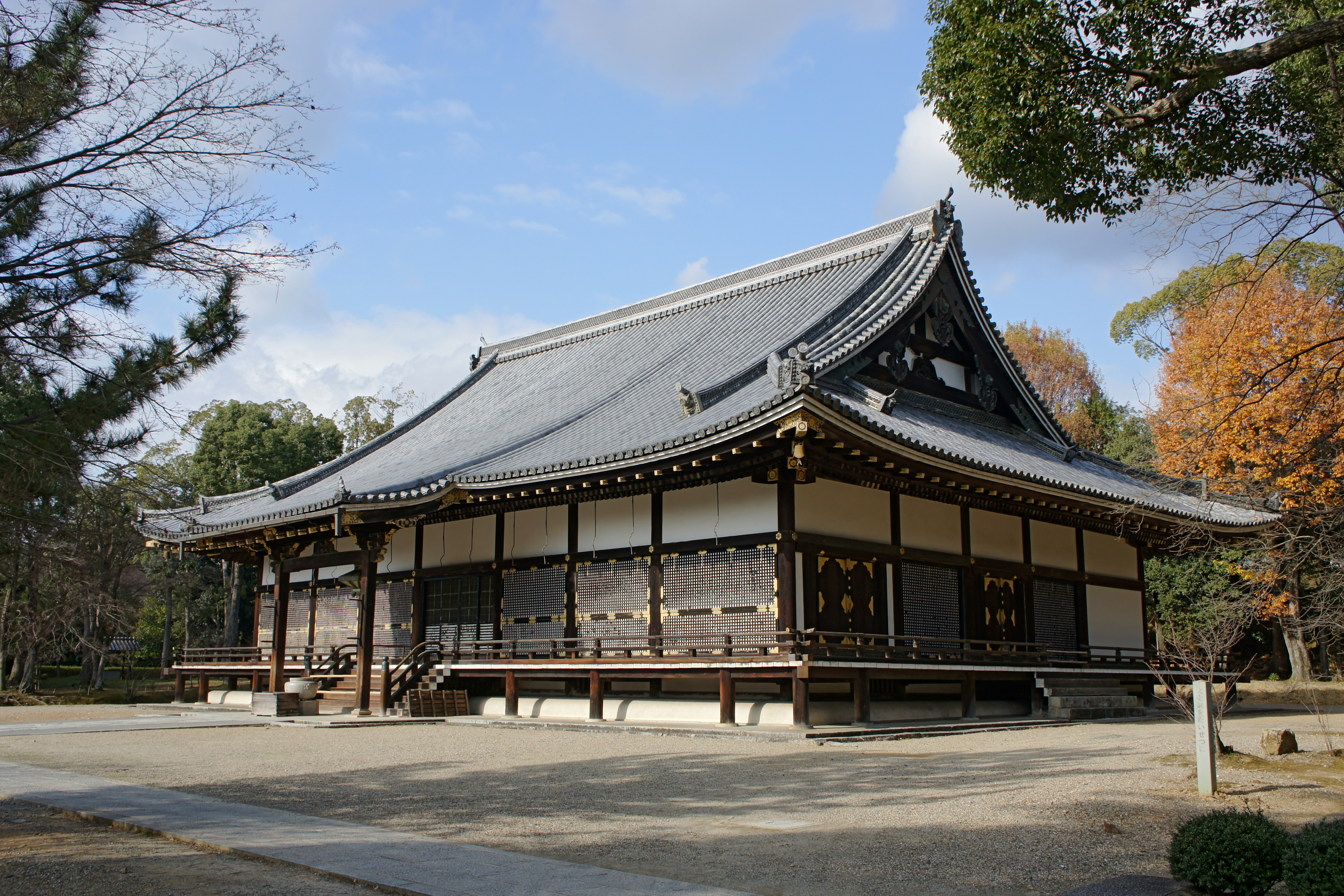
Ninna-ji
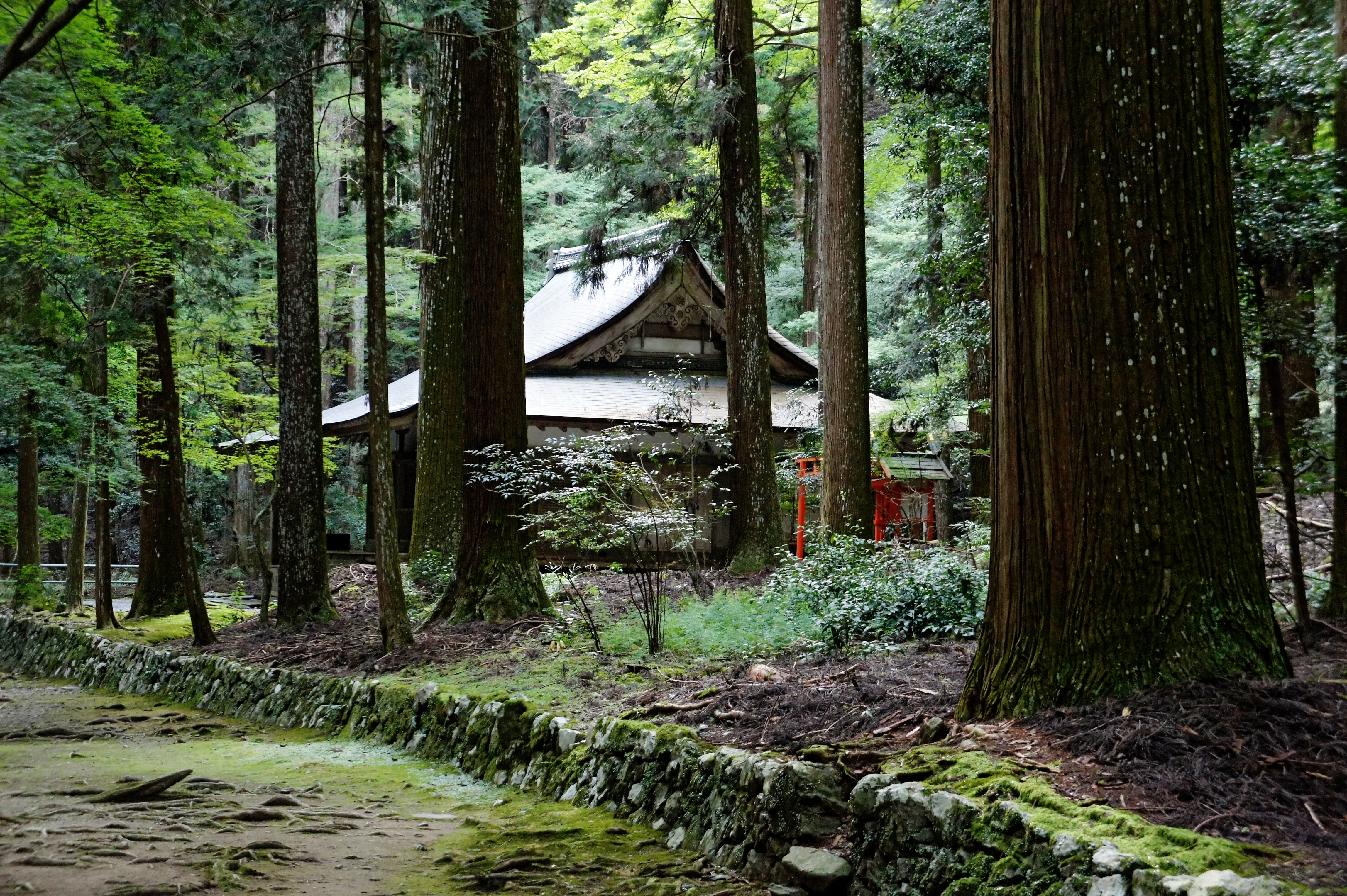
Kōzan-ji

### Bảo tàng

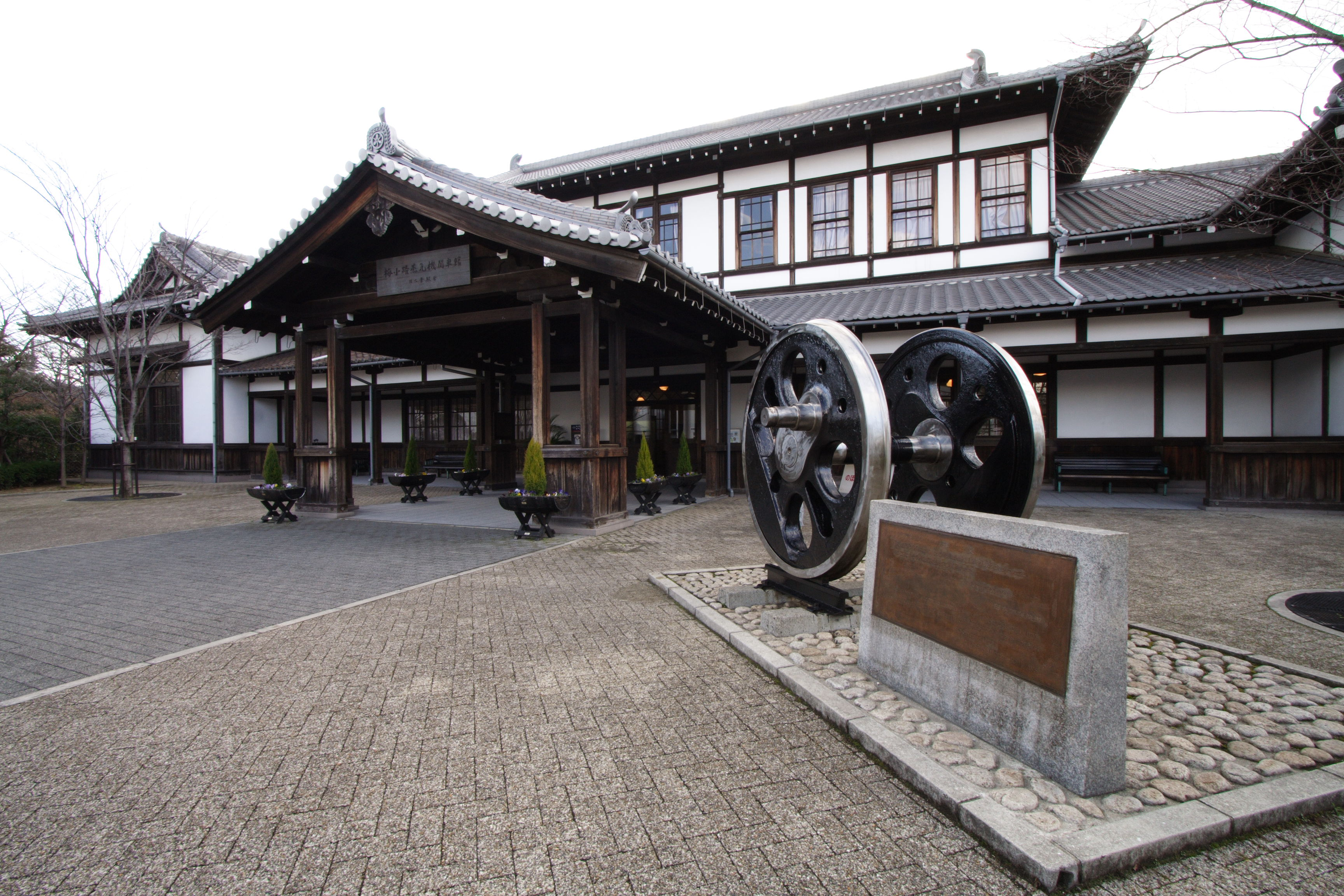
Umekoji Steam Locomotive Museum

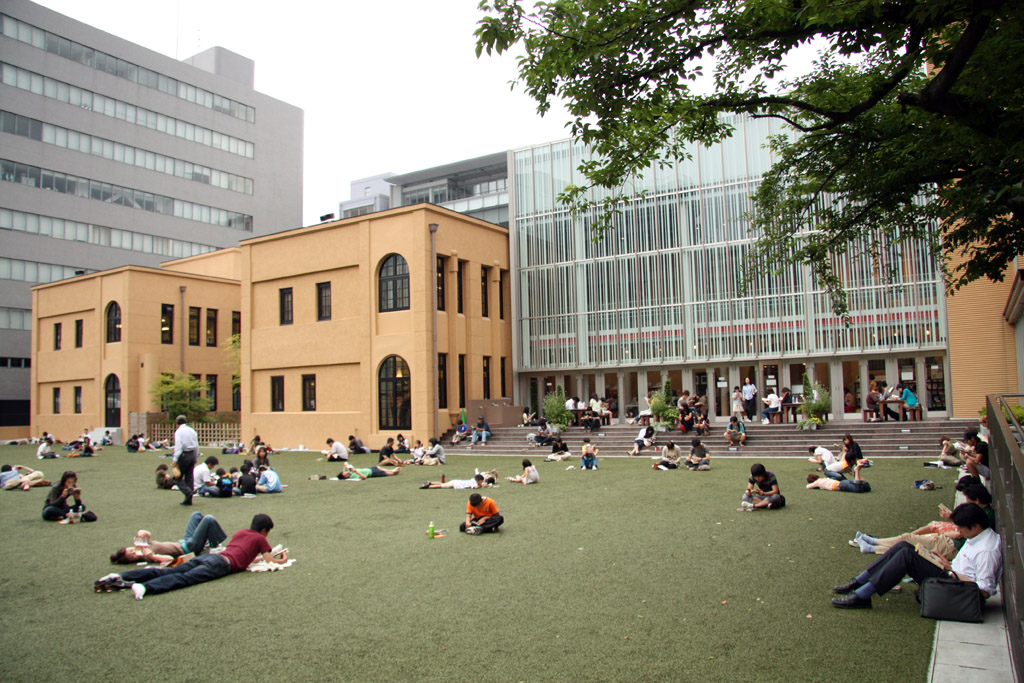
Kyoto International Manga Museum

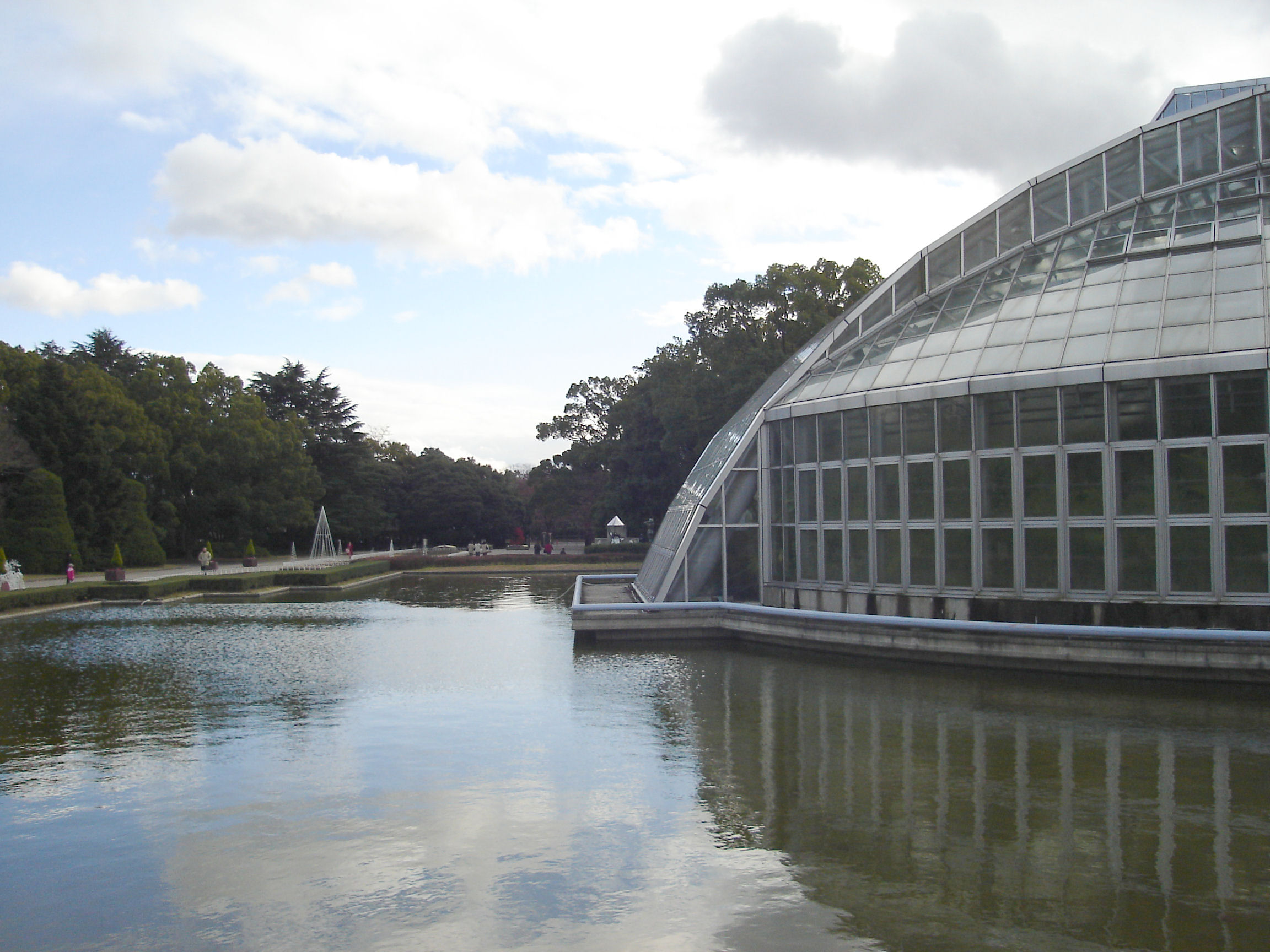
Kyoto Botanical Garden

### Lễ hội

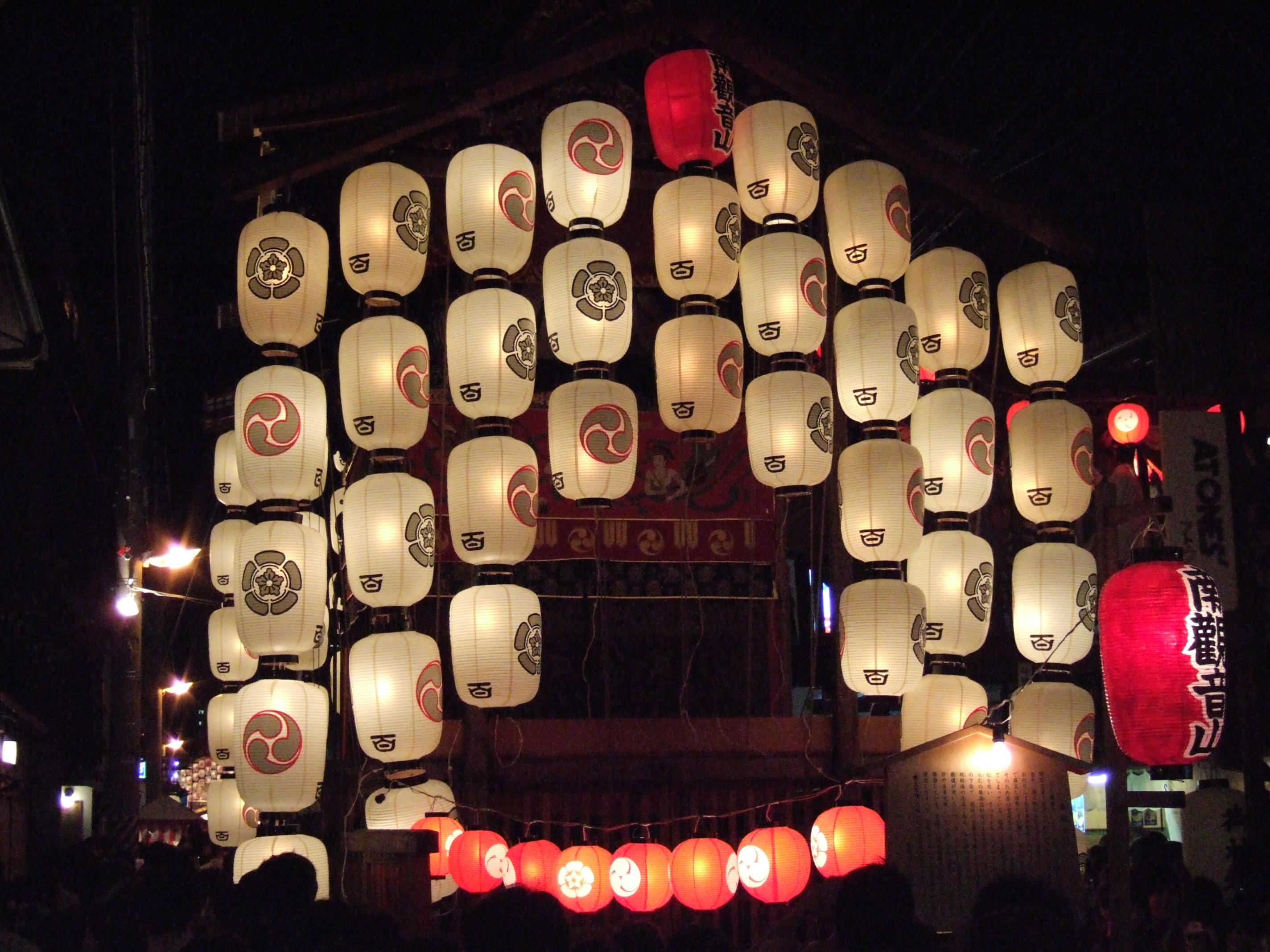
Gion Matsuri
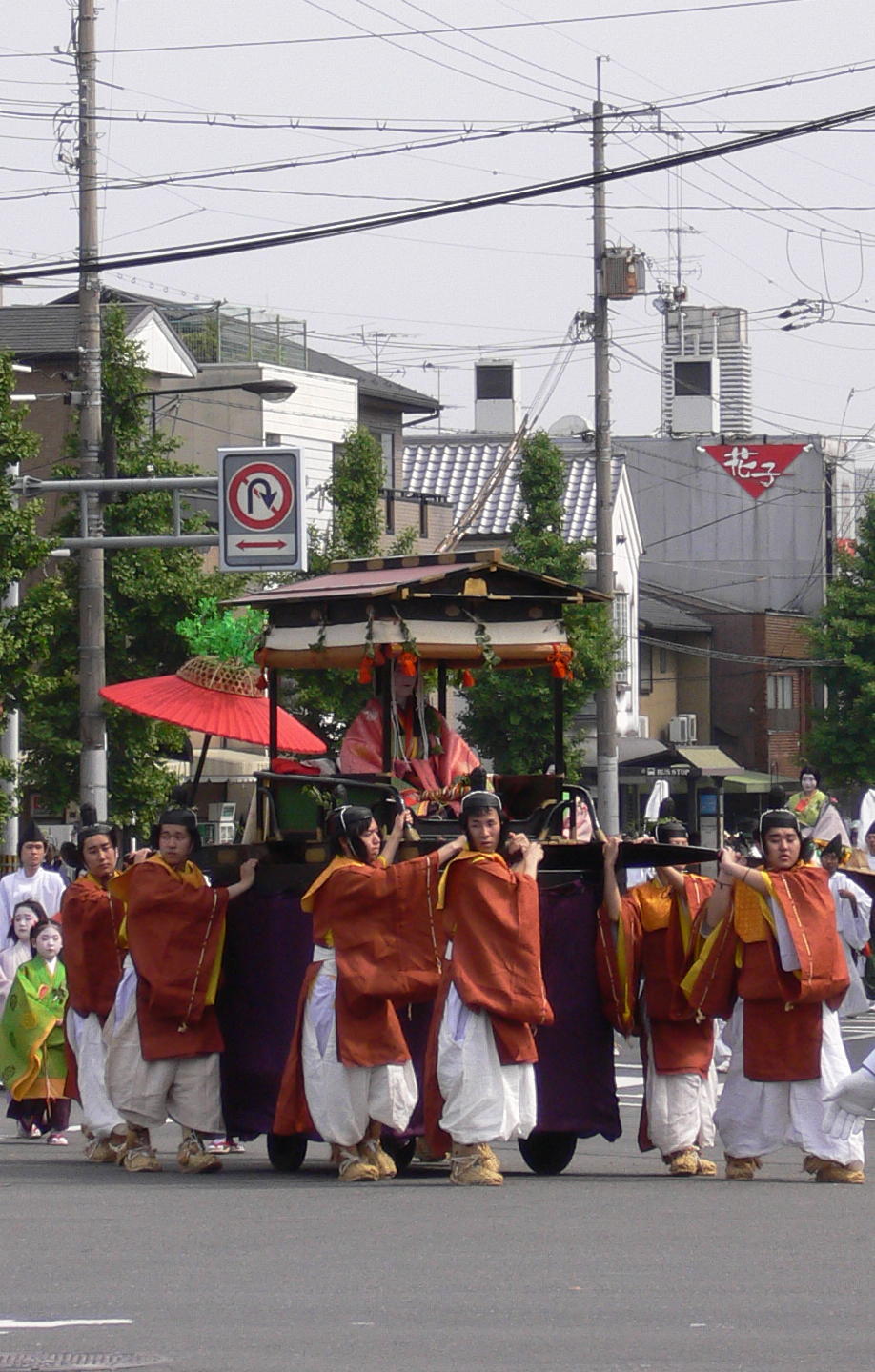
Aoi Matsuri
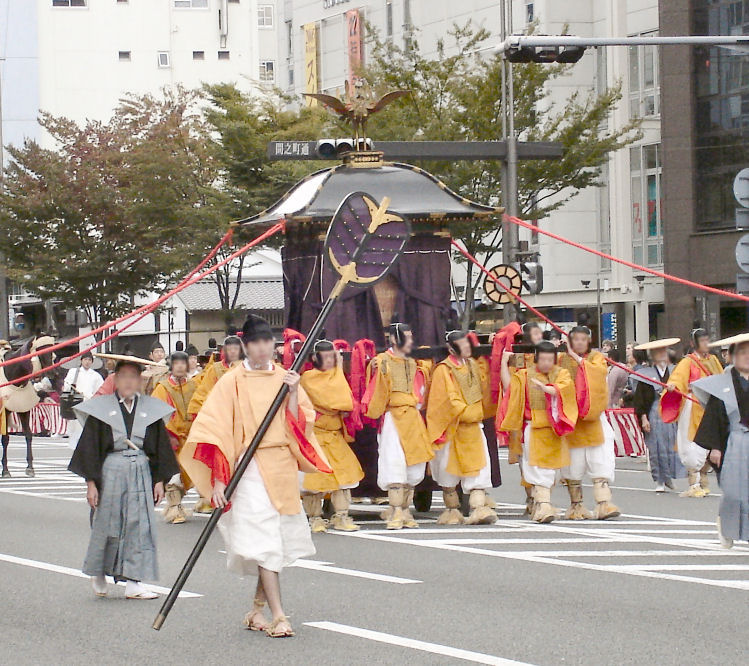
Jidai Matsuri
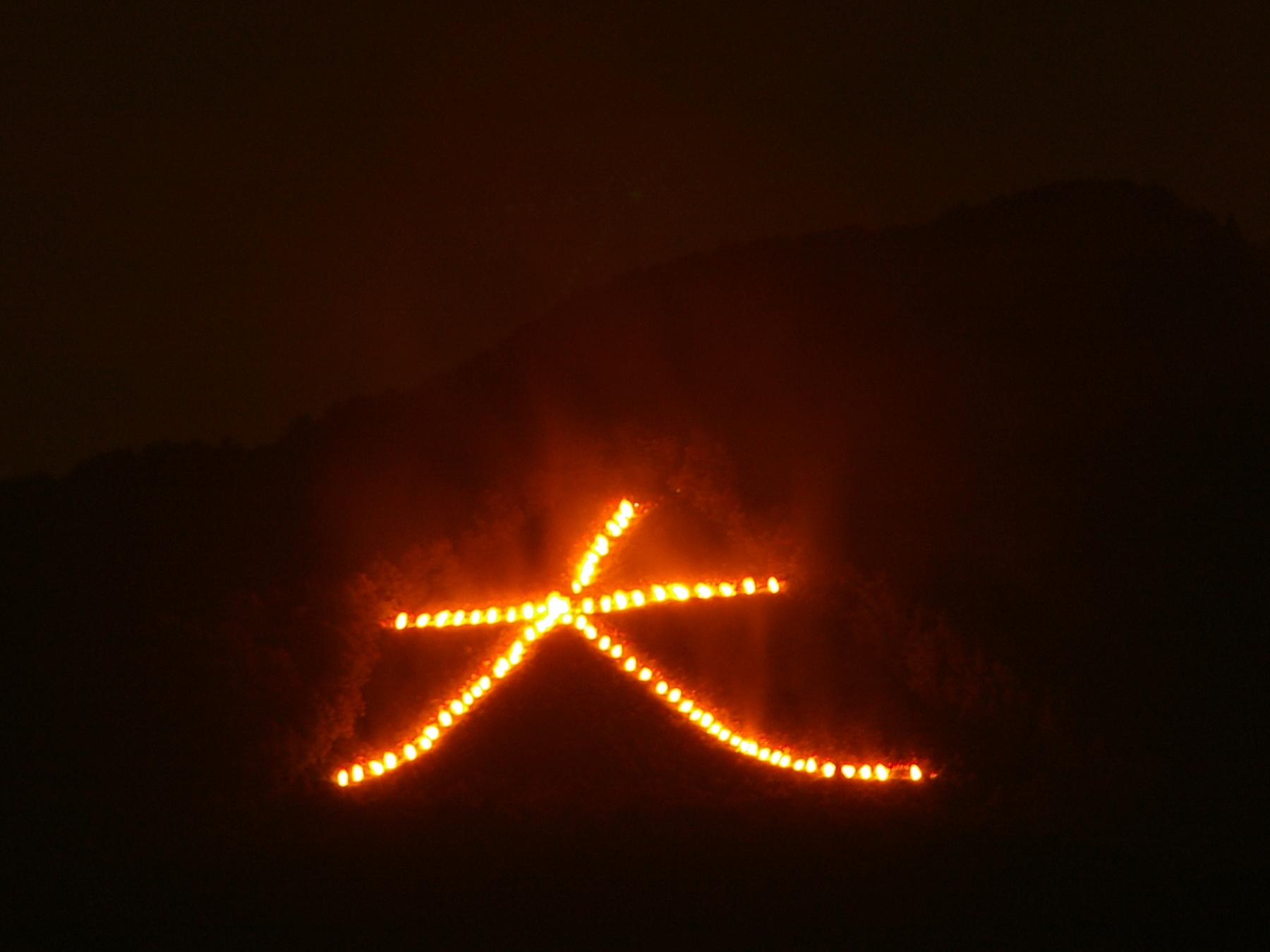
Gozan Okuribi

## Lịch sử

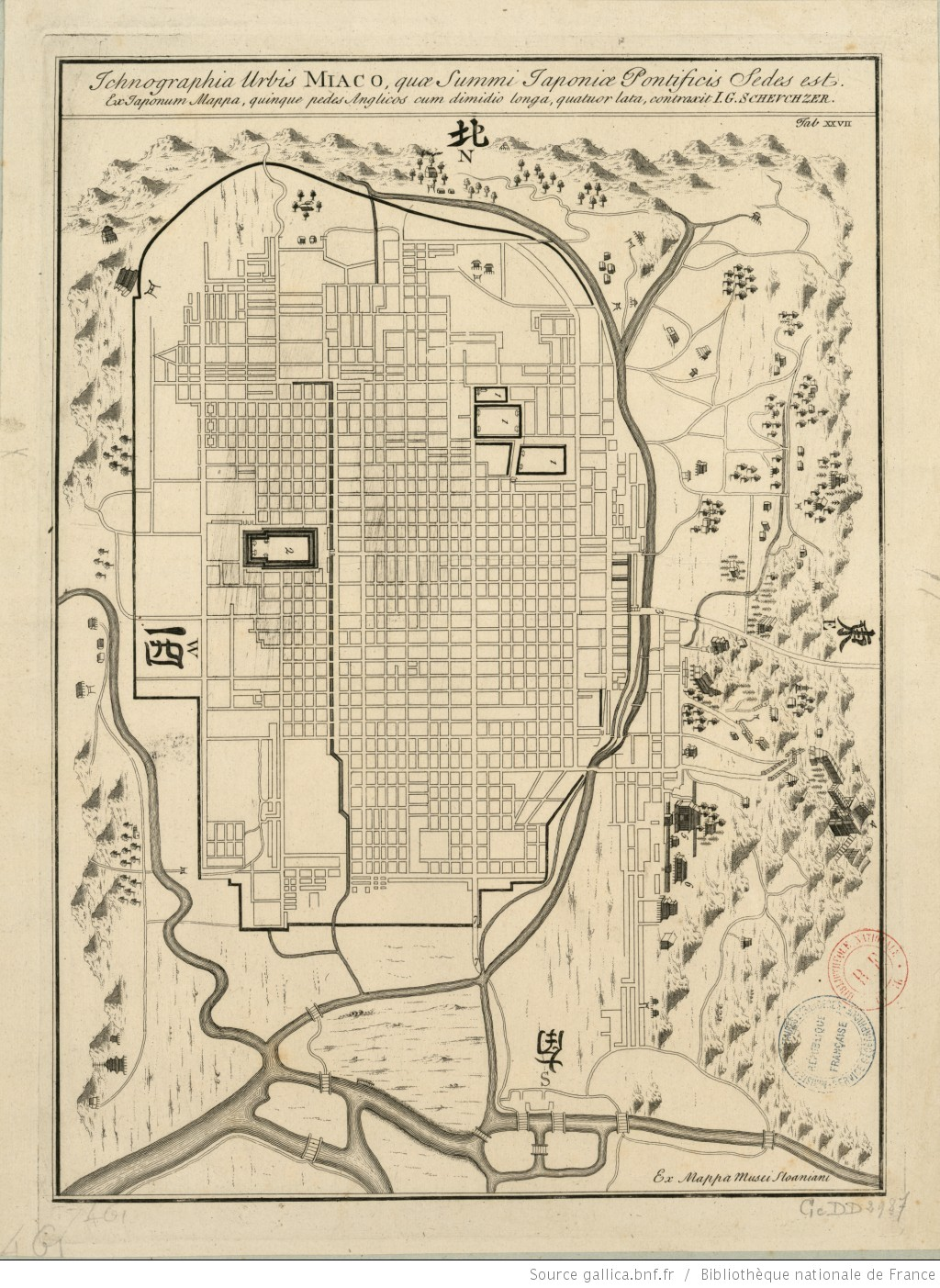
Bản đồ thế kỷ 18 của Kyoto